# 태국
타이 왕국(태국어: ราชอาณาจักรไทย 라차 아나짝 타이[*]), 약칭 태국(泰國, 태국어: ประเทศไทย 쁘라텟 타이[*], 문화어: 타이)은 동남아시아의 말레이반도와 인도차이나반도 사이에 걸쳐 있는 국가이다. 76개의 주로 구성되어 있으며, 전체 면적은 약 513,120km2, 인구는 66,041,239명(2024년 추계)이다. 세계에서 50번째로 면적이 넓은 국가이며, 22번째로 인구가 많은 국가이기도 하다. 수도이자 최대 도시는 방콕이다. 북쪽으로는 미얀마와 라오스와 접경하고 있으며, 동쪽으로는 라오스와 캄보디아와 접하고 있다. 남쪽에는 타이만과 말레이시아가 있고, 서쪽에는 안다만 해가 있다. 해상 국경으로는 베트남과 인도네시아, 인도와 국경을 접하고 있다.
타이족은 약 11세기 즈음에 중국 남서부에서 동남아 반도로 이주해왔다. 이후 인도 문화의 영향을 강하게 받은 몬 왕국, 크메르 제국, 말레이 군주국들이 등장하여 현재 태국계 왕조인 수코타이 왕국, 란나 왕국, 아유타야 왕국과 경쟁을 별였다. 명사에 따르면 14세기말 원나라에 이어 홍무제가 섬라곡국(暹羅斛國)을 섬라국(暹羅國)으로 인정하여 주었다는 기록이 있다. 아유타야 왕국의 시기인 1511년부터는 포르투갈인들과 만나며 유럽과의 교역을 시작하였고, 아유타야 왕국은 15세기 즈음에 전성기를 맞아 지역 강국으로 번성하였다. 허나 왕국도 점차 쇠퇴하기 시작했고, 결국 1767년에 버마-태국 전쟁으로 멸망하였다. 이후 탁신 장군이 왕국을 재통합하는 데에 성공했고, 단명한 톤부리 왕국을 세웠다. 그러나 탁신 장군은 폭정으로 신망을 잃었고, 현재 짜끄리 왕조의 시조인 풋타엿파쭐라록이 새로운 왕으로 즉위하였다. 이 왕조는 현 국왕인 라마 10세까지 왕조를 이어오고 있다.

## 국호
태국(泰國)이라는 명칭은 타이(태국어: ไทย)를 중국어에서 '타이'라고 발음되는 한자 '泰'로 음역한 것으로, 타이 왕국(泰王國)의 준말이다. 태국어 국호는 쁘라텟 타이(태국어: ประเทศไทย →자유의 땅)이다. 영어권에서는 타일랜드(Thailand)라고 표기하고 있다.
1939년 6월에 국호를 시암(태국어: สยาม 사얌[*], 음역어: 섬라(暹羅)/섬라곡국(暹羅斛國))에서 타이로 고쳤다가, 1945년 9월에 다시 시암으로 되돌렸다. 1949년 5월 11일에 국호를 다시 타이로 고쳐서 현재에 이르고 있다.

## 역사

### 선사 시대
현재 태국 영토에는 대략 2만 년 전부터 인류가 거주하기 시작했다. 가장 초기의 쌀 재배 유적은 기원전 2000년 즈음의 것이며, 기원전 1,250년에서 1,000년 사이에 청동기에 진입하였다. 특히 태국 북서부에 있는 반 치앙 유적지는 현재 동남아시아 전체에서 가장 오래된 구리 생산지로, 당시 태국 지역의 높은 문명 수준을 잘 보여주고 있다. 태국은 약 기원전 500년 정도에 철기 시대로 진입하였으며, 기원전 2세기 즈음에 태국에 세워진 푸난 왕국은 동남아 전체에서 가장 강력한 왕국이었다. 6세기에는 몬족들이 드바라바티, 하리푼자야 등의 왕국들을 세웠으며, 크메르인들은 9세기 경에 앙코르를 중심으로 크메르 제국을 세웠다. 말라카 해협을 통과하는 무역로를 장악하여 번성한 말레이계 왕조인 탐브랄링가는 약 10세기 즈음에 생겨나 전성기를 맞았다. 이후 태국을 비롯한 동남아 지역은 인도의 문화에 강하게 영향을 받았으며, 푸난 왕국부터 크메르 제국 시기까지 지속적으로 인도식 문화와 전통이 동남아 전체로 뿌리깊게 스며들어왔다.
현 태국의 주요 민족인 타이족을 언급한 첫 중국 문헌은 기원전 6세기의 것이다. 타이족의 기원에 대해서는 의견이 분분하지만, 어떤 고고학자들은 그들이 라오스, 태국, 미얀마, 인도, 중국에서 건너온 다양한 민족들이 5세기에서 8세기 사이동안 섞여 만들어진 것이라고 추정하고 있다. 타이족은 약 11세기 즈음에 당시 몬족과 크메르인들이 살고 있던 현재의 태국 영토로 이주해들어오기 시작했으며, 서로 융합되며 풍요로운 문화를 발전시켜나갔다.

### 수코타이 왕국

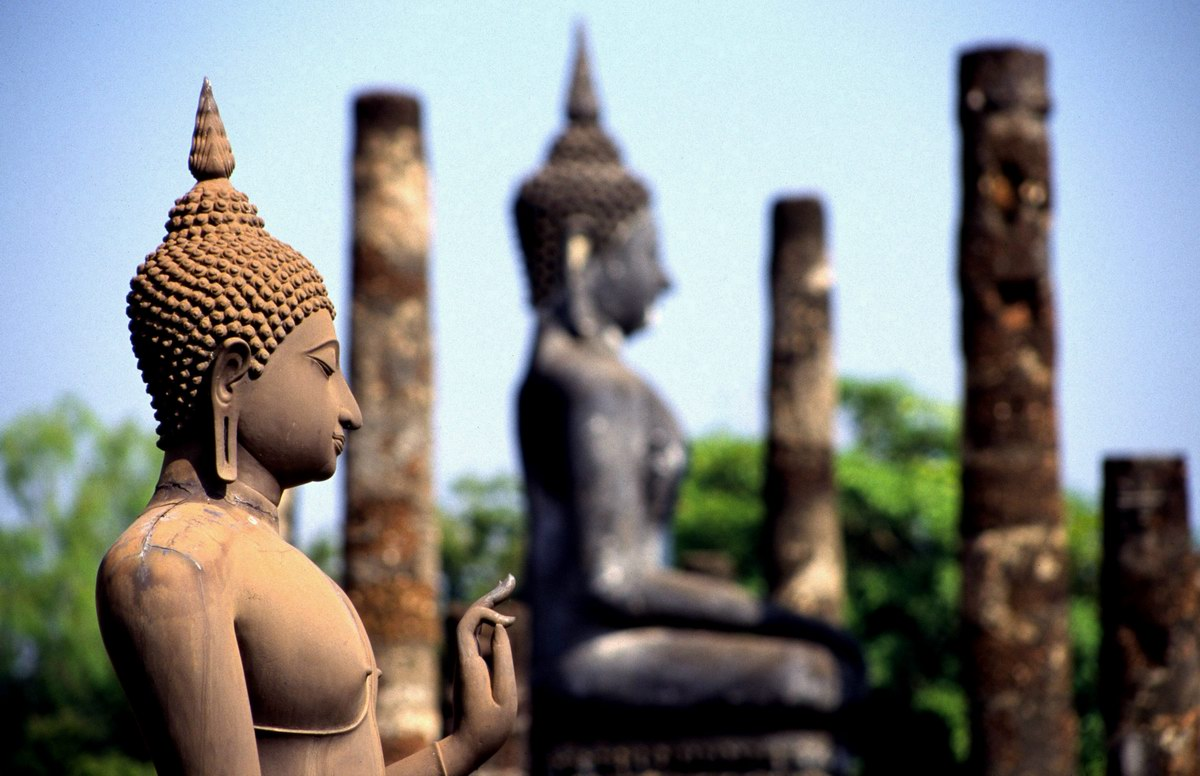
수코타이 왕국 시대 만들어진 왓 마하탓의 불상

크메르 제국과 파간 왕국이 13세기 초에 쇠퇴하기 시작하자, 그 자리에 수많은 도시왕국들이 생겨나며 경쟁하였다. 한편 타이족은 끝없이 뻗어나가며 현재의 인도 동북부에서부터 현재의 라오스와 말레이 반도로 이주하였으며, 13세기 즈음에 이르자 이미 드바라티와 라보 왕국 등 대부분의 동남아 영토들까지 세를 뻗치고 있었다. 다만 동남아 현지 문헌에서 타이족들의 이주를 기록해놓은 공식적인 자료는 아직까지 발견되지 않았다.
1230년대 후반 경, 타이족 계열의 지역 토후였던 씨인트라팃이 크메르를 상대로 반란을 일으켰고, 1238년에는 스스로 수코타이 왕국의 초대 국왕으로 즉위하였다. 현재 태국 역사학계는 수코타이 왕국을 첫 타이족 계열의 왕국으로 치고 있다. 수코타이 왕국은 람캄행 대왕의 재위기에 최전성기를 맞으며 영토를 급격히 늘려나갔다. 다만 이때까지만 하여도 수코타이 왕국은 중앙집권식 국가가 아닌, 여러 제후국들이 모여 만들어진 느슨한 집합체 정도에 불과하였다. 한편 람캄행 대왕은 현재의 타이 문자를 고안한 것으로 알려지면서 현재 태국에도 막대한 영향을 끼쳤다. 수코타이 왕국의 마하 타마라차 1세는 태국에 처음으로 상좌부 불교를 들여오기도 했다.
한편 북쪽에서는 지역 왕조의 후계자인 망그라이가 1292년에 치앙마이를 중심으로 란나 왕국을 세웠다. 그는 주변 지역들을 통합하였고, 란나 왕국은 약 200여 년간 주변 일대를 다스리게 된다. 란나 왕국은 메콩 강까지 이르는 4치 동맹을 구축하였으며, 전성기에는 수많은 인구를 거느리며 문화를 꽃피우기도 했다. 한편 짜오프라야 분지 하부에서는 롭부리, 아유타야 등의 도시들이 11세기에 건립되었다.

### 아유타야 왕국
아유타야 왕국의 건국에 대해서는 여러 설들이 있으나, 가장 널리 받아들여지는 설은 라보 왕국에서 처음 발흥하였으며, 초대 국왕인 우통을 중심으로 세를 확장시켜나갔다는 것이다. 초기에는 자치적인 도시국가들이 아유타야의 국왕과 느슨한 조공 관계로 엮인 형태로, 중앙집권적인 국가는 아니었다. 아유타야 왕국은 군대와 정략결혼을 반복하며 세를 불려 나갔고, 15세기에 이르자 크메르 제국을 공격하고 수도인 앙코르를 점령하기까지 하였다. 아유타야는 크메르를 몰아내고 지역 강국으로 떠올랐으며, 기존의 수코타이 왕국마저 멸망시키고 아유타야에 편입시키는 데에 성공하였다. 보로마트라일록카낫 국왕은 왕국에 처음으로 봉건제를 도입하였고, 이 봉건제는 20세기까지 이어지며 ‘사끄띠나’라고 불리는 태국 특유의 계급제도를 만들어내게 되었다. 아유타야는 말레이 반도에도 관심을 가졌으나, 명나라의 지원을 받은 말라카 술탄국을 꺾는데에는 실패하면서 팽창에 제동이 걸렸다.
아유타야 왕국은 16세기 초에 처음으로 유럽과 교류를 가졌다. 포르투갈의 사절이 1511년에 왕국에 도착하였고, 당시 왕이었던 라마 티보디 2세에게 군사를 공물로 바쳤다. 이후 포르투갈의 뒤를 이어 프랑스, 네덜란드, 영국 등이 연이어 도착하였다. 그러던 중 몬족이 아유타야 왕국으로 하여금 버마의 따웅우 왕조와 전쟁을 벌이도록 하였고, 1540년대부터 치열한 전쟁을 벌였으나 결국 1570년에 아유타야 왕국의 수도가 함락되면서 처참하게 패하고 말았다. 이후 아유타야 왕국은 중흥군주 나레쑤언 국왕이 1584년에 다시 독립을 선언하기 전까지 버마의 봉신국으로 남았다.
아유타야 왕국의 국왕들은 대를 이어가면서까지 유럽 열강들과 좋은 관계를 유지하려 노력하였다. 특히 나라이 국왕의 재위기에 동남아를 여행한 유럽 여행가들은 아유타야 왕국을 중국과 인도와 함께 아시아의 최강국들 중 하나로 묘사하기도 했을 정도였다. 다만 지나친 서양과의 친화정책은 민족주의자들의 강력한 반발을 낳았고, 결국 1688년에는 나라이 국왕에 반대하는 대대적인 반란이 터지기도 했다. 다만 이후에도 서양과의 관계는 지속적으로 원만하였고, 프랑스 선교사들도 활동을 계속하며 선교하였다.
아유타야는 나레쑤언 국왕이 버마에서의 독립을 선포한 이후, 이전의 피해를 회복하고 황금기에 들어섰다. 아유타야 왕국은 18세기의 두 번째 사반세기동안 예술, 문학 등을 눈부시게 꽃피웠으며 교육을 중점으로 두어 다양한 문화 발전 정책을 펼쳤다. 또한 1715년에 캄보디아 지역의 통치권을 두고 베트남과 일부 전쟁을 벌인 것만 제외하면, 외교적으로도 매우 평화롭고 안정된 시기였다. 그러나 이런 황금기도 결국 끝을 맞았고, 피비린내나는 계승 전쟁이 일어나며 내분이 발생했으며 장관들과 왕자들이 서로 죽고죽이는 혈투를 벌였다. 이렇게 왕국이 약해지는 도중, 1765년에 4만 명에 달하는 버마 군대가 아유타야를 침략하였으며 14달에 걸친 공성전 끝에 마침내 1767년 4월에 수도 아유타야가 함락되며 아유타야 왕국도 멸망하였다.

### 톤부리 왕국
버마가 쳐들어와 수도 아유타야를 함락시키고 왕국이 멸망한 직후, 태국은 정치적 대혼란에 휩싸였다. 버마 군대는 아유타야에 주둔을 계속하였으며, 그와중에 5명의 지방관들이 서로 국왕을 자처하고 전쟁을 벌였던 것이다. 이들 중 유능한 군사령관이었던 딱신 장군이 점차 내분 상태의 태국을 통합하여나가기 시작하였고, 짜오프라야 강으로 함대를 보내 톤부리를 장악한 이후 같은 해에는 아유타야를 점거하고 있던 버마 군대도 수도가 점령된지 약 7개월 만에 모두 몰아내는 데에 성공하였다.
딱신 장군은 이후 왕으로 즉위하였고, 톤부리를 임시 수도로 삼아 톤부리 왕조를 세웠다. 그는 즉위 직후부터 전쟁을 벌여 버마 세력을 란나 지역에서 1775년에 쫓아내었고, 1778년에는 비엔티안을 함락하였으며 1770년대에는 캄보디아에 태국에 종속된 왕조를 세우려고 시도하기도 하였다. 그러나 톤부리 왕조 말기에 딱신 장군의 ‘광기’에 반란을 일으킨 쿠데타 세력이 딱신 왕을 몰아냈고, 그의 휘하 장군이었던 짜오프라야 차크리 장군이 딱신 왕과 아들들을 죽였다. 차크리 장군은 이후 1782년 4월 6일에 라타나코신 왕국을 건국하며 현재까지 이어져내려오고 있는 짜끄리 왕조를 세우게 된다.

### 짜끄리 왕조
라마 1세가 즉위한 이후, 라타나코신 왕국은 성공적으로 버마의 침략을 이겨냈으며 버마와의 오랜 전쟁에서 승리하였다. 또한 라마 1세는 라오스와 캄보디아의 거대한 영토를 병합하기도 하였다. 1821년에는 영국의 존 크로퍼드가 시암(태국의 이전 국명)을 방문하여 새로운 무역 조약을 맺으려 하였고, 1826년에는 시암은 영국과 버니 조약을 맺었다. 한편 라오스의 아누웡 국왕은 영국이 이 과정에서 시암을 침공할 것이라고 오해하였고, 1826년에 반란을 일으켜 시암을 공격하려 들었다. 그러나 영국은 시암을 침략하지 않았고, 오히려 라오스는 처참하게 진압당했으며 대다수의 라오스 왕족들이 강제로 방콕으로 끌려가거나 처형당했다. 시암은 베트남과도 여러 차례 전쟁을 치루었고, 이 전쟁에서 베트남에 우위를 거두며 캄보디아에 대한 주권을 확립하였다.
19세기 후반, 시암은 여러 식민지들을 세워 민족적 구성이 다른 영토들까지 한꺼번에 통치하려 들었다. 몽꿋 국왕은 다가오는 서양의 제국주의 위협에 대해 인지하였고, 이후에는 영국 정부에 사절을 보내 긴장을 완화하려 들었다. 그러나 이후 시암을 만만하게 보기 시작한 영국은 홍콩 총독이었던 존 보링 경을 보내 보링 조약을 시암과 맺었으며, 이후에도 여러차례 시암과 강제적인 불평등 조약을 맺기 시작하였다. 한편 몽꿋 국왕은 말라리아로 일찍 사망하였고, 그의 뒤를 이어 아직 어린 라마 5세가 왕위에 올랐다.
라마 5세는 왕실위원회를 설치하고 노예제, 농노제를 폐지하는 등 급진적인 개혁 정책을 펼쳤고, 중앙집중적인 정책들을 많이 내놓았다. 1870년대와 80년대에는 북부에 있던 보호령도 모두 왕국으로 편입시켰으며, 영토를 동북쪽과 남쪽으로 뻗어나가기를 계속하였다. 그는 현재의 각기 부처와 비슷한 12개의 '크롬‘들을 설치하였으며, 여러 차례 근대화 개혁들을 실시하며 국력을 유지하였다. 이러한 노력에 힘입어, 그리고 영국과 프랑스가 태국을 사이에 두어 완충 국가로 만들기로 합의하면서 태국은 동남아에서 유일하게 서구 세력들에 의하여 식민화가 되지 않은 국가로 남아있을 수 있었다. 다만 그럼에도 불구하고 태국은 태국은 영국에게는 말레이 인종이 거주하는 말레이 반도의 크다(Kedah)·프를리스(Perlis)·트렝가누(Terengganu)·클란탄(Kelantan)을, 프랑스에게는 메콩강 왼쪽 연안의 라오스를 떼어주어야 했다. 그러나 빠따니라 불리는 말레이 인종이 거주하는 나머지 지역은 오늘날에도 태국의 영토로 남아 있다. 그 외에도 치외법권 같은 불공정한 조약들도 여전히 남아있기는 하였다.
한편 시암은 연합국 측이 이전의 불평등조약들을 개정해주지 않을까하는 기대감 때문에 1917년에 제1차 세계대전에서 연합국의 편으로 참전하였다. 이후 세계대전이 연합국의 승리로 끝나자, 시암은 승전국이 되었으며 파리 평화회의에 참석하여 관세의 자유, 그리고 치외법권의 폐지 등을 얻어내는 데에 성공하였다.

### 입헌군주정
1932년에는 피분송크람 장군과 태국인민당의 주도로 무혈 쿠데타가 일어났고, 이 쿠데타로 인하여 국왕은 실권을 잃고 명예직으로 전락하게 되었다. 당시 국왕이었던 라마 7세는 강제로 헌법에 서명하도록 강요받았으며, 이로 인해 시암은 전제군주정에서 입헌군주정으로 체제가 바뀐다. 그러나 얼마 가지 않아 대공황의 바람이 시암에도 몰아닥쳤고, 쌀 가격이 폭락하고 경제가 급하강하자 국민들 사이에서 원성의 목소리가 터져나왔다. 이후 1933년에 쿠데타 세력들을 몰아내고 전제군주정을 되돌리려는 또다른 쿠데타가 터졌으나, 실패하였다. 라마 7세는 지속적으로 정부와 갈등을 겪으며 관계가 악화되었고, 결국 반강제로 퇴위하였다. 라마 7세가 퇴위한 직후, 정부는 스위스에서 공부하고 있던 아난다를 새로운 국왕으로 즉위시키니 이가 바로 라마 8세이다.
이후 태국 인민당의 군부 출신 인사들이 점차 시암의 정치계를 장악해나가기 시작하였다. 피분송크람 장군은 1938년에 총리직에 올랐고, 정치적인 탄압과 동시에 반왕실 정책들을 펴나가며 독재 체제를 굳혔다. 송크람 정부는 반중, 반프랑스, 서구화 정책을 펼쳤고, 1940년에는 국호를 ‘시암’에서 ‘태국’으로 바꾸었다. 1941년에는 비시 프랑스 정부와 무력 충돌하였으며, 이 전쟁에서 승리하며 라오스와 캄보디아 영토 일부를 가져오는 데에 성공하였다. 1941년 12월 8일에는 일본 제국의 침공을 받았고, 일본과 싸울 여력이 없었던 송크람 정부는 개전 직후 휴전을 선언했다. 일본군은 태국을 자유롭게 드나들기 시작하였고, 12월 21일에는 군사 협정을 맺어 일본이 서구 세력들에게 잃어버린 태국의 영토 수복을 도와주는 대신에 태국은 세계 대전에서 일본 편, 즉 추축국 편에서 싸우기로 합의하였다. 이후 태국은 미국과 영국에 전쟁을 선포하였다. 그러나 송크람의 독재와 일본의 간섭에 맞서 국민들이 자유타이운동(Free Thai Movement)을 벌이기도 하였다. 1945년에는 일본이 완벽히 패망하며 세계 대전이 끝났다. 다만 승전국 측이었던 연합국들이 태국의 선전포고 사실 자체를 인정하지 않으면서 간신히 패전국 신세는 면할 수 있었다.
1946년 6월에 젊은 라마 8세가 수상쩍은 총기 사고로 인하여 죽은 채로 발견되었다. 그의 뒤를 이어 그의 동생인 라마 9세가 왕위에 올랐다. 이후 태국은 1954년에 공산주의에 맞서 미국의 동맹국이 되었다. 1957년에는 사릿 타나랏 장군이 쿠데타를 일으켰고, 그동안 태국 정계를 지배해오던 태국 인민당을 쫒아낸 이후 권위주의적인 정책을 펼쳤다. 그는 신적인 왕실의 권위에 힘입어 자신의 정통성을 확립하였으며, 자신의 입맛에 맞지 않는 인물들을 서서히 제거해나가면서 권력을 굳혔다. 타나랏 장군은 태국의 인프라와 교육에 나름대로 심혈을 기울였으며, 1961년에 미국이 베트남 전쟁에 참여한 직후에는 미국과 군사협정을 맺어 미국의 태국 보호를 확인받기도 하였다.
이시기 태국 사회는 급격한 서양화와 현대화가 이루어졌다. 도시화가 급격히 진행되며 수많은 농촌 인구가 일자리를 찾아 방콕 등 대도시로 모여들었으며, 도시민들에 비하여 자신들이 소외받았다고 느낀 농촌의 농부들은 점차 공산주의에 빠져들었다. 한편 이시기에는 경제 발전이 급격히 이루어지며 방콕 등의 대도시에서 막대한 양의 중산층이 생겨나기도 했다. 1971년 10월에는 타놈 끼띠카쫀 총리의 독재에 맞서 대중들이 대규모 시위를 벌였고, 이 과정에서 민간인 사상자가 생기기도 했다. 결국 국왕이 직접 개입하여 끼띠카쫀 총리를 몰아내고 법학자 출신의 사냐 다르마삭티를 새로운 총리로 임명하며 1932년 이래 처음으로 국왕이 정치에 직접적으로 개입한 사례를 남겼다. 이후 태국은 극히 짧은 기간 동안 의회 민주주의를 맛보았는데, 이 얼마 되지 않은 민주화 시기를 태국 현지에서는 ‘민주주의가 꽃핀 시기(ยุคประชาธิปไตยเบ่งบาน)’라고 칭한다.

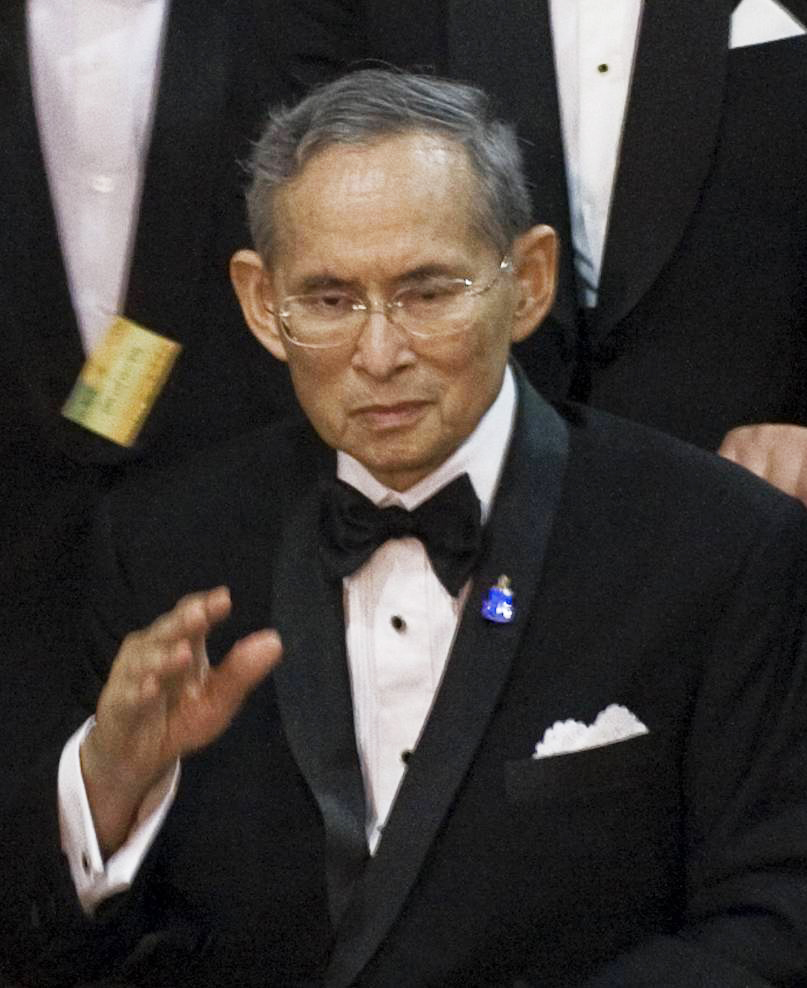
태국 역사상 가장 오랫동안 재위한 푸미폰 아둔야뎃 국왕

### 현대
사이공이 함락되며 남베트남이 멸망하자, 안그래도 불안정했던 태국 사회는 갈수록 흔들렸으며 극우 세력들은 좌파 계열의 학생들을 공산주의자로 몰아 숙청하기 시작하였다. 이로 인하여 1976년에는 탐마삿 대학의 학생들이 대거 살해당하는 참극이 벌어지기까지 했다. 그날 쿠데타가 일어났고, 태국의 민주정부가 쫒겨난 자리에는 극우세력이 득세한 정부가 들어서 언론인, 관리, 지식인들을 대대적으로 탄압하였다. 극우 정부는 반공을 내세우며 독재를 정당화하였으며, 수많은 사람들을 탄압하며 국민들의 반감을 샀다. 같은 해 일어난 또다른 쿠데타로 인하여 그나마 더 온건한 성향의 정부가 들어섰으며, 1978년에는 공산주의자들에게 우호를 제안하기도 했다.
이후 난민 문제, 국경 분쟁, 경제 문제들이 연이어 겹치며 악재에 시달리자, 쁘렘 띤나술라논 장군이 쿠데타를 일으켜 1980년에서 1988년까지 총리로 재임하였다. 쁘렘 총리 시기는 종종 ‘반-민주주의’ 시기라고 불리기도 하는데, 양원제로 구성된 태국의 의회들 중 하원은 모두 민주 선출제로, 상원은 모두 임명제로 구성되었기 때문이다. 또한 그의 시기에는 국왕이 점차 정사에 깊숙이 관여하기 시작하였다. 1988년에는 처음으로 태국에서 선거를 통하여 뽑힌 총리가 나오기도 하였다.
1991년의 쿠데타로 권력을 장악한 수찐다 끄라쁘라윤 장군은 자신이 총리직에 관심이 없음을 밝혔으나, 1992년 대선에서 비리를 저지르며 결국 승리를 거머쥐었다. 이에 분노한 국민들은 대규모 시위를 일으켰고, 결국 이때도 라마 9세가 또다시 정국에 개입하며 국민들의 손을 들어줌으로써 수찐다 총리는 그날로 사직하였다. 1997년에 터진 아시아 금융위기는 40여 년에 이른 경제성장을 끝내버렸다. 정부는 IMF에게 구제 금융을 받았으며, 이는 수많은 국민들의 원성을 샀다. 포퓰리스트 정치인 탁신 시나와트라가 이끄는 정당이 이에 편승하여 인기몰이를 하였고, 탁신 총리는 2001년부터 2006년까지 재임하였다. 한편 2004년 인도양에 지진과 쓰나미가 일어나며 태국 남부를 대대적으로 덮쳤고, 어마어마한 인명피해가 일어나며 탁신 정부에 대한 반감이 크게 증폭되었다. 이후 탁신 총리의 2기 집권기에 대규모 반대 시위가 일어났고, 결국 2006년에 쿠데타가 일어나며 탁신 총리도 쫒겨났다. 군부 세력은 군정을 설치하였고, 이 군정은 대략 1년 정도 지속되었다.
2007년에는 탁신 전 총리와 연합한 태국 인민의 힘 당이 선거에서 승리하였다. 이후 인민의 힘 당은 민주당과 연정을 맺어 정부를 구성하였고, 이후 탁신계 인사들이 정부에 줄줄이 재등용되는 것에 반대한 세력들이 시위를 일으켰으나 성공하지는 못하였다. 2011년 총선에서도 탁신계 정당이 승리를 거두었고, 탁신의 누이인 잉락 시나와트라가 새로운 총리로 당선되었다. 반대세력들은 탁신의 친척들이 정계를 장악하고 있는 현실을 비판하며 시위를 일으키기도 하였다. 잉락 총리는 의회를 해산하고 선거를 미루려 들었으나, 헌법재판소가 이를 저지하면서 실패하였다. 이후 2014년에 또다시 쿠데타가 일어났고, 쁘라윳 찬오차 장군의 주도하의 국가평화유지위원회가 결성되어 현재까지 태국을 통치해오고 있다. 쁘라윳 총리는 시민권과 정치권을 제한하였으며, 국왕의 권위를 모독하는 행위들을 엄격히 단속하는 탄압적인 정책을 펼치고 있는 것으로 알려져 있다. 정치적 야당과 반대 세력들은 ‘단속 캠프’로 보내지고 있다는 설도 있어 논란은 여전히 증폭되고 있다. 한편 태국 역사상 가장 오랫동안 재위한 라마 9세가 2016년에 사망하자 그의 아들 라마 10세가 왕위에 올랐다. 2019년에는 군부가 3월에 총선을 치르기로 합의하였고, 쁘라윳 총리는 군부를 지지하는 팔랑쁘라차랏당의 지원을 받아 총리직을 유지하는 데에 성공하였다. 한편 2020년 들어서는 코로나 19 사태와 함께 내려진 비상 봉쇄령에 반발하며 2020년 태국 민주화 시위가 일어나기도 했다.

## 자연 환경

### 지리

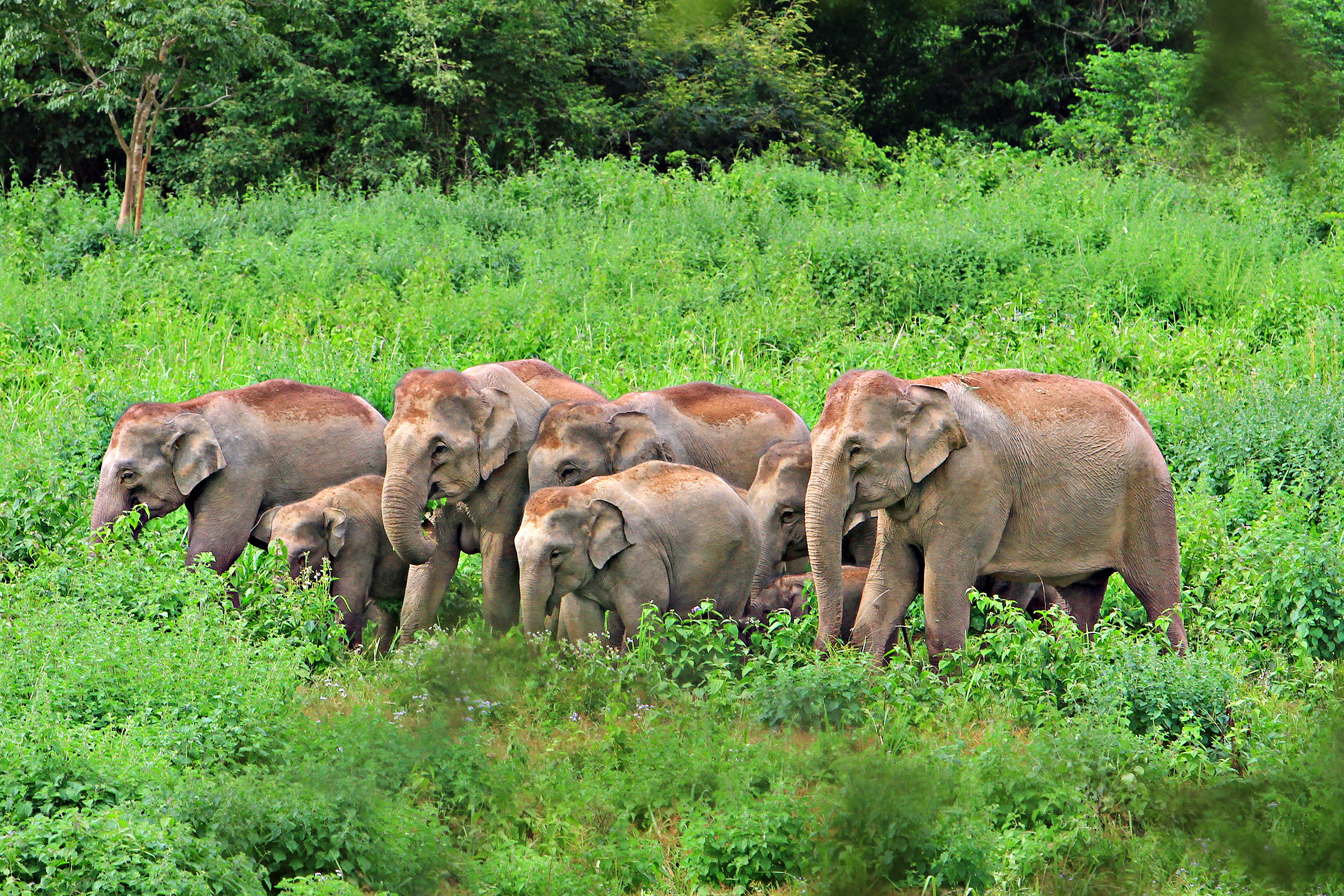
쿠이 부리 국립 공원에 있는 코끼리

국토 면적은 51만4000km2로 세계 49위이다. 이는 프랑스나 미국의 캘리포니아주와 유사한 크기이다. 동남아시아 대륙의 중앙에 위치한 태국은 자연 환경에 따라 크게 네 개의 지역 - 북부, 중부, 동북부 및 남부- 로 구분되며, 그 지역마다 여러 가지 특징을 보인다.
북부
북부는 높은 산악지대로 미얀마, 라오스와 접경한다. 비교적 시원한 기후이다. 남북방향의 높은 산맥이 줄지어 있으며, 태국 내 최고봉인 도이 인타논(2,576m)도 이 지역에 있다. 산맥 사이에 치앙마이·치앙라이·난·람빵 등 작은 분지가 형성되어 있으며, 하천 골짜기를 이용한 교통로가 예로부터 발달되었다. 주변 산지에서 흘러내리는 강물로 전통적 관개수리체계가 발달되어 태국에서 가장 생산성 높은 집약적 농업이 이루어지고 있다. 코끼리들이 숲에서 일을 하고 겨울철 딸기나 복숭아와 같은 과일을 재배하기에 알맞은 곳이다.
동북부
동북부(이싼)는 거의 전역에 코랏 분지가 펼쳐져 있으며, 강우량이 적어 농작물이 자라기 어려운 환경에 있고, 경제적인 빈곤이 문제가 되는 지역이다. 태국 중부 동쪽 끝은 페차분 산맥과 동파야디옌 산맥으로 갑자기 막힌다. 이 산맥들은 역사적으로 태국 중부와 태국 동북부를 갈라놓았는데, 산맥 서쪽은 가파른 산지이자 무성한 삼림지역이고 동쪽은 큰 대지로 태국 전국토의 약 1/3을 차지한다. 메콩강에 접하고 있기도 하다. 기복있는 저지대는 논으로 만들어지고, 고지대는 소림(疎林)으로 덮였지만 인구증가에 따라 소림지역도 논으로 만들어지고 있다. 벼농사 외에 밭농사와 축산도 이루어진다.
중부
중부에는 짜오프라야강이 형성한 광대한 짜오프라야 삼각주로 불리는 풍성한 평지가 퍼져, 세계에서 손꼽히는 유수한 벼농사 지대를 만들어 내고 있다. 짜오프라야 강은 국내 제일의 하천으로 중부의 교통의 대동맥이면서 생활과 농업 생산에 필요한 물을 공급한다. 태국 중부의 대부분을 구성하는 짜오프라야 삼각주는 구델타와 신델타로 나뉜다. 구델타는 예로부터 육지로 만들어진 땅이며, 장대한 자연제방과 습지로 인해 깊은 물에서도 잘 견디는 부도(浮滔)라는 벼 품종이 재배되고 있다. 신델타는 아유타야로부터 해안에 이르는 드넓은 지역이며, 완전한 평탄지로 좀체로 물이 빠지지 않는다. 19세기 말부터 물길이 가로세로로 파여져 벼농사 경작지를 확장시킴과 동시에 새로운 취락도 형성하였으며 오늘날 태국 제1의 곡창지이다. 품질 좋은 과일도 이곳에서 많이 재배된다. 태국 중부 서쪽 끝은 다우나산맥으로 미얀마와 국경을 이룬다.
남부

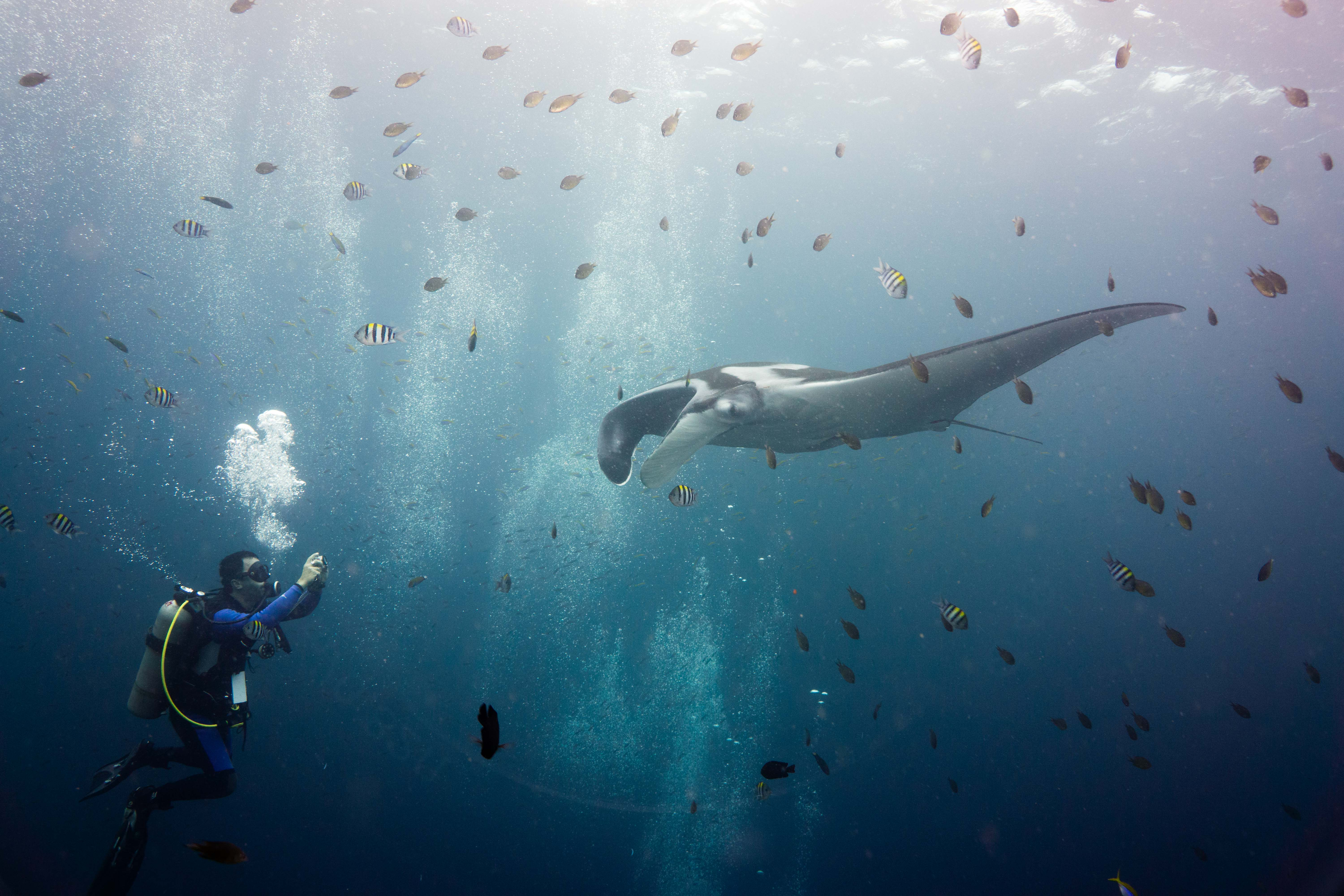
대왕쥐가오리, 피피 국립 공원

남부는 말레이 반도의 일부를 차지하며, 대부분 산지이나 시암만쪽 동편에는 해안에 잇닿은 소규모 해안평야가 몇 곳에 형성되어 자급자족할 수 있는 벼농사가 이루어진다. 파라 고무나무가 펼쳐져 있고, 최근까지 주석 채굴이 활발했다. 어업도 중요하다. 또, 우기가 중부보다 긴 것으로도 유명하다. 태국 정부는 남부에 말레이 반도 대운하 계획을 제시하고 있지만, 아직 검토 중이다.
- 타이만
- 짜오프라야강 - 태국 중앙부를 흐르는 큰 강. 수도 방콕으로 흐른다.
- 메콩강 - 라오스와의 국경에 흐르는 큰 강.
- 푸껫섬 - 태국 서부 안다만해에 떠오르는 국제적인 리조트지.
- 꼬 피피, 꼬 사무이, 꼬 팡안, 꼬 따오, 꼬 사멧 등

위 4개의 지역에 아래 2개의 지역을 더하여 6개의 지역으로 구분할 수도 있다. :74
동부 해안 지대
아름다운 해변 휴양지로 유명한 지역이다.
서부
수력 발전을 하기에 알맞은 서쪽의 산악지역과 계곡이다.

### 기후
다른 여러 동남아시아 나라와 마찬가지로 열대 몬순 지대에 속한다. 수도 방콕에서 가장 더운 4월 평균 기온이 섭씨 29.5도이며, 가장 시원한 12월 평균 기온은 섭씨 25.3도이다. 연교차는 4.2이다. 이러한 단조로운 기후에 변화를 가져오는 게 몬순이다. 5월부터 10월까지 남서몬순이 부는 우기이며, 연간 강우량의 거의 전부가 이 시기에 쏠린다. 11월부터 4월까지는 동북몬순이 불어 아시아 대륙의 건조한 대기의 영향을 받아 건조기가 된다.

## 정치
1932년 이전까지만 해도 태국은 절대군주정이었다. 현대 태국의 전신들 중 하나였던 수코타이 왕국에서는 국왕을 다르마, 즉 우주의 섭리에 따라 세계를 통치하는 절대자로 묘사하였고, 이 전통이 지역에 뿌리깊게 박혀있는 불교와 합쳐지며 국왕의 권위가 지금까지도 절대적인 수준에 이르게 된 것이다. 특히 명군이었던 라마 5세가 지방분권적인 제후국들로 나뉘어 있던 태국을 중앙집중적인 국가로 탈바꿈시키는 데에 성공하면서 국왕의 권력은 강력해져만 갔다. 다만 1932년 6월 24일, 태국 인민당이 무혈쿠데타에 성공하며 권력을 국왕에게서 빼앗아 입헌군주정의 기틀을 닦았다.
태국은 1932년 이래 무려 20번이나 헌법을 개헌하였다. 가장 최근의 개헌은 2017년에 있었다. 워낙 헌법이 자주 바뀐 만큼, 국가 체제도 여러 번 바뀌었는데 완전한 군부 독재체제에서 입헌 민주주의까지 다양한 체제를 왔다갔다하는 모습을 보이고 있다. 태국은 세계에서 4번째로 쿠데타가 많이 일어난 국가이며, 1932년부터 2009년 사이의 83년 동안 55년을 군부 출신 인사들이 태국을 지배했을 정도로 군부의 입김이 강력하다 가장 최근에는 국가평화유지위원회가 쿠데타를 일으켜 2014년에서 2019년까지 태국의 권력을 휘어잡았다.
태국의 정치는 크게 입헌군주정의 틀 안에 짜여져 있으며, 세습 군주가 국가 최고수반의 자격을 가지며 현재의 국가수반은 2016년 10월에 즉위한 라마 10세이다. 헌법에 의하면 국왕은 국가의 상징이며 태국군의 최고사령관, 그리고 태국 불교의 최고지도자들 중 한 명이기도 하다. 후계자를 선정할 권한이 있으며, 왕실 내탕금도 마음대로 운용할 수 있다. 원칙적으로는 정치에 간섭하는 것이 금지되어 있으나, 왕실이 정치에 관여하는 경우가 상당히 잦으며 모든 헌법에도 국왕의 정치권을 암묵적으로 보장하고 있다. 이처럼 국왕의 권위가 매우 강력하기 때문에 태국에서 국왕을 모욕하는 행위는 무례죄로 처벌될 수 있다.
태국은 공식적으로는 삼권분립제를 채택하고 있다.
- 입법부 - 태국은 양원제를 채택하고 있으며, 상원은 150명으로 구성되어 있고 하원은 350명이 정원이다. 가장 최근에 치러진 선거는 2019년에 있었고, 현재 국민국가권력당이 연정을 구성하여 국회 다수당을 점하고 있다.

- 행정부 - 태국 총리가 최고책임자이며, 총리는 상원에 의해 선출된다. 내각은 총리의 요청 하에 국왕이 직접 임명하며, 총리는 태국의 정부 수반이기도 하다.

- 사법부 - 사법부는 헌법에 의하면 행정부와 입법부로부터 완전독립되어 자유로워야하지만, 최근들어 태국 법원에서 편파적인 판정이 연달아 나오며 현존 법보다 정치에 더 신경을 쓰고 있다는 비판을 듣고 있다.

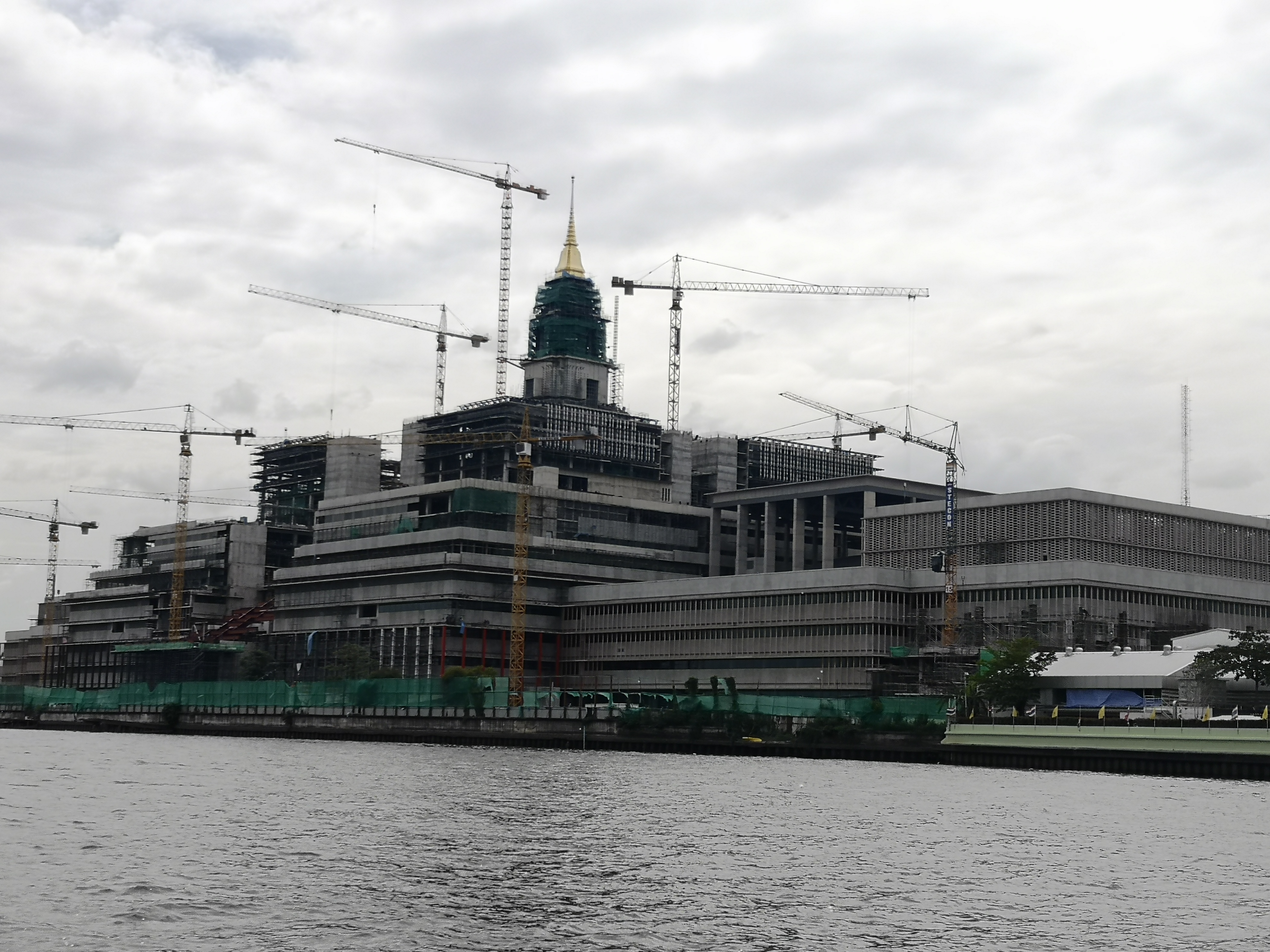
태국 의회

### 민주주의
태국의 정치는 입헌군주제에 근거한 민주주의이다. 입헌군주제는 1932년 쿠데타에 의해 확립됐다. 2016년 서거한 푸미폰 아둔야뎃 국왕을 계승한 현 국왕은 마하 와치랄롱꼰이다.
2001년 포퓰리즘 성향의 탁신 친나왓이 압도적 표차로 총리가 된 후 그의 권위주의나 부패, 포퓰리즘을 둘러싼 논란으로 태국은 2차례의 쿠데타와 여러 시위를 겪었다. 농민과 도시빈민으로 구성된 탁신의 지지자는 레드셔츠라 불리고 국왕 및 왕실, 고위 관료, 군부, 도시 중산층으로 구성된 반대파는 옐로 셔츠라 불린다.
2019년 최근 군부 쿠데타 이후 5년만에 총선이 치러졌지만 부정선거 의혹을 면하진 못했다.

### 쿠데타
태국은 1932년 쿠데타 후 현재까지 19차례나 쿠데타를 겪었다. 가장 최근의 쿠데타는 2014년 5월 20일 일어났다. 태국의 쿠데타는 폭력사태 없이 제도화 된 단계를 통해 일어난다고 평가받는다.

### 민주주의 지수
2016년을 기준으로 민주주의 지수(Democracy Index)는 4.92점으로 전 세계 100위이다. 결함이 있는 민주주의를 넘어서 비자유적 민주주의 국가로 분류된다. 인도네시아(48위)나 필리핀(50위), 말레이시아(65위) 등 다른 동남아시아 국가들에 비해서도 현저히 낮은 편이며, 사실상 독재국가로 분류되는 싱가포르(70위)보다도 낮다. 이는 태국의 심각하고 뒤쳐진 민주주의의 현실을 나타내는 것이라고 할 수 있다.

태국의 행정구역도

## 행정 구역
수도는 방콕 (끄룽텝)이며, 치앙마이나 핫야이 등의 주요 도시가 있다. 행정 구역으로는 위치 구분에 따라 5개의 지역(중부, 동부, 북부, 북동부, 남부)에, 76개의 짱왓(changwat)으로 나뉜다(태국의 주 참조). 중부에는 앙텅 등 19개, 동부에는 차층사오 등 7개, 북부에는 치앙마이 등 17개, 동북부에는 암낫짜른 등 19개, 남부에는 춤폰 등 14개의 짱왓이 있다.
태국은 기본적으로 단일국가로, 1991년에 발표한 국가정부구성법 2534호에 의하여 총 3단계로 행정 구역을 나누고 있다 태국은 76개의 주(짱왓)들로 나누어져 있으며, 수도인 방콕과 파타야 등 2개의 특별행정구역이 따로 있다. 방콕은 수도의 중요성 때문에 종종 주와 같은 급으로 분류되기도 하며, 오히려 더 중요하게 여겨지는 경우도 있다고 한다. 각각의 주들은 또다시 구(암포에)로 나누어지고 이 구들은 또 면(탐본)으로 나뉜다. 각 주의 주도들의 명칭이 그 주의 명칭이 되는데, 예를 들어 치앙마이 주의 주도인 치앙마이의 이름을 따서 주를 치앙마이 주라고 이름붙인 것이다. 모든 주지사, 구청장, 면장들은 중앙 정부가 직접 임명하며, 이 때문에 지방자치가 생각보다 원활하지는 못하다.

## 대외 관계
제1차 세계 대전이 일어났을 때 태국의 여론은 친독일이었다. 일찍이 프랑스와 영국에는 많은 영토를 빼앗긴 적이 있었던 데 비해, 독일은 철도 개발에 도움을 주었고, 태국의 영토에 야심을 보이지 않았기 때문이다. 라마 6세는 1914년 중립을 선포하고 전쟁이 종반에 이를 때까지 계속 중립입장을 고수하였다. 1917년 미국이 대독 선전포고를 하고 연합국 측의 승리가 확실해지자, 라마 6세는 독일과 오스트리아에 대하여 선전포고하였다. 이와 같은 형식적인 참전이 태국에게 막대한 이익을 가져왔다. 파리 강화 회의(1919년)가 열렸을 때 태국은 전승국의 입장으로 참가하고 국제 연맹의 창설과 함께 정회원국이 되어(1920년) 불평등 조약을 갱신하는 계기가 되었다. 제1차 세계 대전 중의 태국 외교는 이중 외교(dual diplomacy)이고, 주위 정세에 따라 유연히 흔들리는 대나무외교(bamboo diplomacy)였다.
태국은 동남아시아에서 유일하게 서구 열강의 식민통치를 받지 않고 독립을 유지하였다. 제2차 세계 대전 이후에는 반공주의에 기초하여 미국과 적극적으로 친밀 관계를 맺어 많은 경제 원조를 받았다. 그러나 데탕트를 계기로 공산주의 국가들과도 돈독한 외교 관계를 유지하여 왔고, 대한민국과는 전략적 동반자 관계다.
태국은 지도부가 빈번이 교체당하는 수난을 현재까지도 겪고 있음에도 불구하고, 국제정치와 동남아 정세에 굉장히 깊숙하게 관여하고 있다. 특히 태국은 미국의 최우방들 중 하나로 동남아 지역에서 중국 등 공산 세력을 견제하는 역할을 맞고 있으며, ASEAN의 창립국들 중 하나로서 활동도 활발히 하고 있다. 또한 태국은 인도네시아, 말레이시아, 필리핀, 싱가포르, 브루나이, 라오스, 캄보디아, 미얀마, 베트남 등 동남아에 위치하고 있는 국가들과 특히 연이 깊으며, 매년 연례적으로 외교장관회의, 경제장관회의를 모여 연다. 2003년에는 APEC 초청국으로 참석하기도 했다. 2005년에는 비정기 동아시아 정상회의에 참석하기도 했다.
최근들어 태국은 유난히 국제사회에서 두각을 드러내고 있다. 동티모르가 인도네시아로부터 독립을 선언하였을 때, 태국을 역사상 처음으로 평화유지군을 파병하여 동티모르 지역의 정세 안정을 도왔으며, 현재까지도 UN 평화유지군의 임무를 띠고 그 곳에 주둔하고 있다. 또한 국가 위상을 높이기 위하여 미주 기구, 유럽안보협력기구 등 지방 협력 기구들에도 활발히 참여하고 있다. 태국은 아프가니스탄과 이라크 등 분쟁지역에도 군을 파병하기도 했다.
상대적으로 최근에 탁신 총리는 중국, 호주, 바레인, 인도, 미국과 FTA 조약을 맺었는데, 이 중 특히 미국과의 FTA 조약이 연약한 태국 산업을 밀어버릴 수 있다는 비판을 많이 들었다고 전해진다. 탁신 총리는 그 외에도 태국이 해외 원조를 늘릴 것이며, 메콩 강 유역 국가들을 돕기 위하여 노력을 기울일 것이라고 천명하였다. 탁신 총리는 라오스 등의 국가들을 원조하며 태국을 동남아에서의 지역 강국으로 다시 돌려놓기 위해 힘쓰고 있으나, 베트남과 말레이시아 등이 무서운 경제 성장률을 기록하고 있기에 생각만큼 잘되고 있지 않은 실정이다.
태국은 이라크 전쟁에서 미국 편을 들어 423명의 군인들을 파병하기도 했다. 그러나 2004년 9월 10일에 철수했다. 이 전쟁에서 대략 2명의 군인들이 기습 공격을 받아 사망한 것으로 알려졌다. 2009년 4월에는 태국과 캄보디아가 국경 근처의 900여 년 된 힌두교 사원 유적에서 군사 충돌을 벌였다. 캄보디아 정부는 최소 4명의 태국 군인들을 사살했으며 10여 명을 체포했다고 발표했으나, 태국 정부는 그 어떠한 자국 군인들도 죽거나 다친 바가 없다고 공식적으로 부인했다. 현재까지도 캄보디아와 태국은 이 충돌의 원인이 서로에게 있다고 떠넘기고 있다.

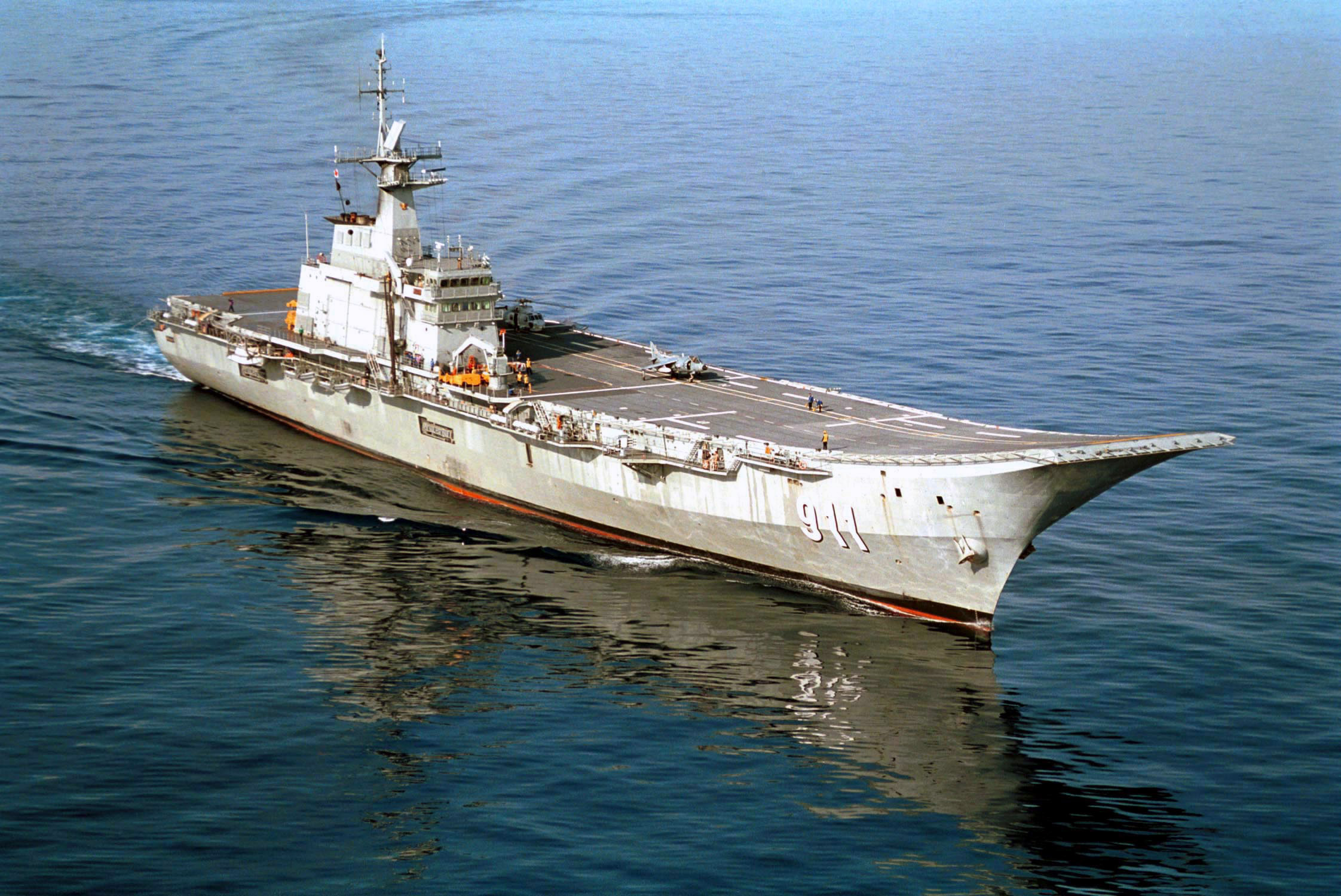
태국의 항공모함인 차크리 나루에벳

## 국방
태국군(กองทัพไทย)은 크게 육군(กองทัพบกไทย), 해군(กองทัพเรือไทย), 공군(กองทัพอากาศไทย)으로 구성되어 있으며, 그 외에도 여러 준군사조직들을 거느리고 있다. 태국의 육군은 약 306,000여 명이며, 245,000여 명을 예비군으로 가지고 있다. 태국 군의 최고 통수권자는 국왕이지만, 이는 명예직일뿐 실제로 군대를 담당할 최고 권한은 총리에게 있다. 태국 국방부장관이 육군의 총책임자로, 총리의 명령을 따르며 군 관련 사무들을 감독한다. 태국의 1년 국방비 예산은 2005년에는 780억 바트 정도였던 데에 반해, 2016년에 이르자 2,070억 바트 정도로 뛰어오르며 거의 3배 넘게 상승했다. 게다가 2019년에는 GDP의 1.5%를 국방비가 차지하기도 했다. 2015년 9월에 조사된 자료 결과에 의하면, 태국의 군사력은 세계 16위 정도라고 한다.
군대는 단순 방위 업무뿐만 아니라 인도주의적인 임무도 함께 맡는데, 가장 대표적인 것이 미얀마의 로힝야족을 인도네시아나 말레이시아로 옮겨주는 임무에 참여한 것이었다.
헌법에 따르면 모든 태국 국민들은 군대에서 복무해야 한다. 태국은 21세가 넘는 남성들에 한하여 추첨제를 채택하고 있으며, 이들은 입대한 후 국토방위생(Territorial Defence Student)로 교육받으며, 이 과정을 수료한 성적과 사회에서의 교육 수준에 따라서 각각 다른 종류의 업무에 배치된다. 다만 이 국토방위 교육은 종종 비판을 많이 받아왔는데, 이 교육과정이 창의적인 군인을 생산하기는커녕 고참들의 시중꾼이나 군산회사들의 하수인 따위나 양산해낸다고 지적받기 때문이다. 2020년 3월의 보고서 결과, 엠네스티에서는 군 지도자들이 국토방위 교육을 남용하여 군인들을 신체적, 정신적으로 학대하고 폭로하기도 했다.
해외 전문가들은 태국군의 존재 이유가 외국의 침입보다는 내국의 소요 진압에 더 치중해있는 것 같다고 평하기도 한다. 특히 태국군대는 국내안전보위부(Internal Security Operations Command)라는 특수 준경찰조직을 보유하고 있는데, 이들은 사회운동가들과 시민들을 감시하는 역할을 하며 심지어는 반민주적인 임무들을 종종 수행하기도 한다. 이들은 추적, 감시, 암살과 같은 행위들로도 악명이 높기도 하다. 태국 군대가 워낙 태국 정계에 깊이 관여하다보니 부정부패도 막대하고 현역 의원들 다수가 군대의 요직에 앉아있다가 온 사람들인 경우도 많다.
병역은 징병제이며 징병은 추첨으로 진행한다. 체력검사를 실시해 1, 2, 3 등급으로 나눈다. 이후 1급 → 2급 → 3급 순서대로 추첨을 하는데 검정 구슬과 붉은 구슬의 비율을 알 수 없는 100개의 구슬이 담긴 항아리에서 입영 대상자는 구슬을 뽑는다. 검정 구슬이 나오면 병역에서 면제되며, 붉은 구슬이 나오면 1개월 이내에 입대해야 하며 병역 연기가 불가능하다. 추첨은 붉은 구슬이 소진될 때까지만 진행되며, 붉은 구슬이 모두 소진되면 이후 추첨자들은 전원 병역이 면제된다. 이 추첨은 공정성 문제로 인해 텔레비전에서 생방송으로 중계를 한다. 병역 의무 기간은 자원 입대를 하면 대학 진학자는 6개월, 고졸 이하는 1년이며 붉은 구슬을 뽑으면 학력에 상관없이 2년이다. 트랜스젠더의 경우 육체적으로 완벽한 남성 → 유방 확대 수술 및 전신 성형으로 외모만 여성인 남성 순서로 병역 의무 추첨의 기회가 오며, 온전한 남성으로 할당량을 모두 채울 경우 외모만 여성인 남성은 병역이 면제된다. 또한 음경을 수술한 진짜 트랜스젠더의 경우는 병역이 완전히 면제되기 때문에 신체검사장에 증명서를 들고 와서 인증하면 병역이 면제된다.

## 경제

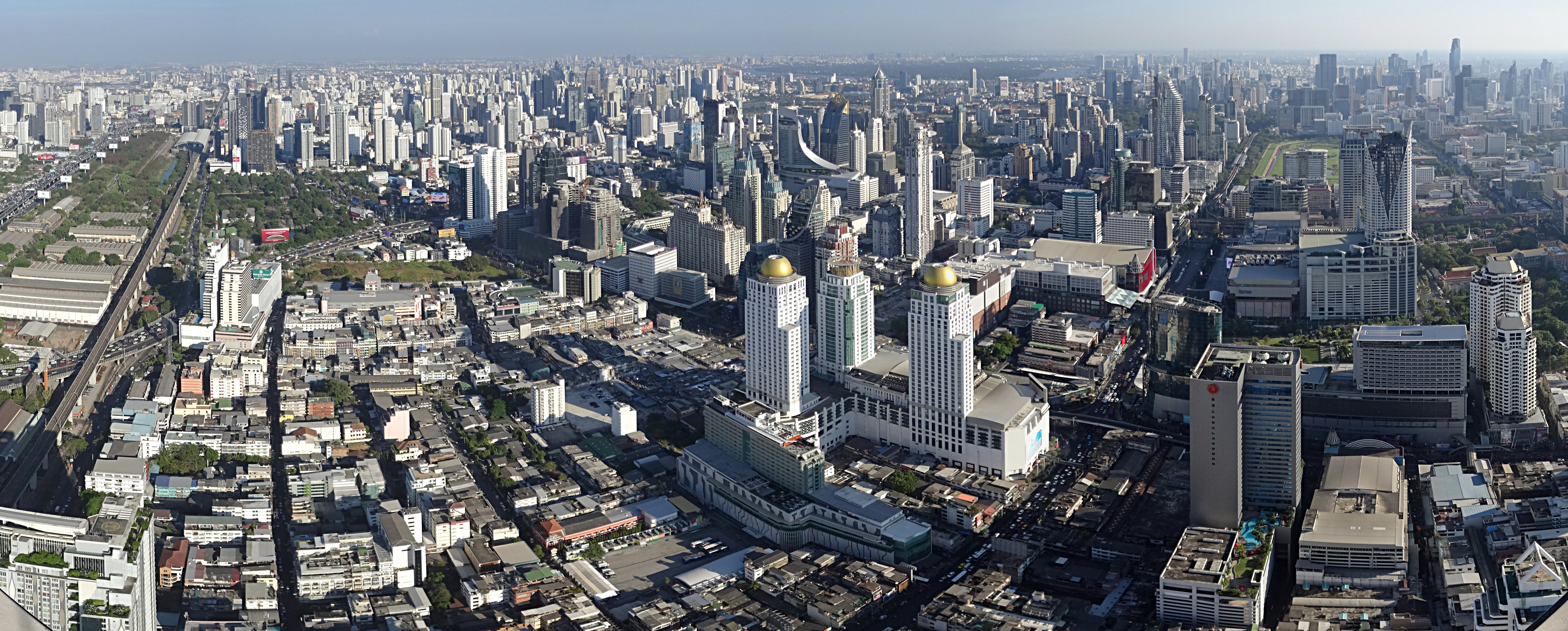
태국에서 가장 큰 도시인 방콕은 무역과 산업의 중심지이다.

### 개관
태국은 신흥공업국 중 하나이다. 태국은 2017년 기준으로 PPP로 환산하여 1조 2,360만 달러의 경제력을 보유하고 있었으며, 동남아시아 전체에서도 인도네시아 다음으로 2번째로 거대한 경제국가다. 동남아시아에서 부의 분배도에서는 중간 정도며, 1인당 GDP로 비교했을 시에서는 싱가포르, 브루나이, 말레이시아 다음으로 약 4위 정도다.
태국은 인근의 라오스, 미얀마, 캄보디아 등 신흥경제국들의 경제적 받침돌 역할을 하고 있는 국가이기도 하다. 2014년 3분기의 조사 결과, 태국의 실업률은 약 0.84% 정도로 매우 낮다.
태국은 1985년부터 1996년까지 약 매년 12.4%라는 기록적인 성장률을 보이며 고도 성장을 이룩해왔다. 그러나 1997년에 태국의 통화인 바트에 대한 압박이 이어지면서, 경제가 1.9% 추락하였고 취약한 금융 부문의 실태가 드러나면서 정부로 하여금 변동환율제를 채택하지 않을 수 없게 만들어버렸다. 총리는 결국 사퇴를 강요당했고, 내각은 경제 위기 때문에 엄청난 비난을 받았다. 바트는 1978년부터 1997년까지 약 25 정도였으나, 1998년 1월에는 56으로 최저점을 찍었고, 그해 태국 경제는 10.8% 감소하면서 아시아 금융위기를 대대적으로 촉발하였다.
태국 경제는 1999년부터 다시 회복하기 시작했으며, 2000년에는 수출 호조에 힘입어 4.2%라는 성장률을 보이며 이전의 정체기에서 벗어나는 듯 했다. 다만 2001년의 세계 경제 침체로 인하여 2001년에는 약간 성장률이 2.2%로 내려앉았다. 그럼에도 불구하고 태국은 바트 약세와 내수 증가, 그리고 탁신 총리 주도의 대규모 국책사업들로 인하여 아시아 내에서는 가장 양호한 경제 실적을 냈다고 평가받는다. 이덕분에 2002년부터 2004년까지는 매년 5~7%씩 높은 성장률을 내었다.
2005년에서 2007년까지는 성장률이 주춤하며 4~5% 정도로 내려갔다. 미국 달러의 약세로 인하여 태국 바트화는 날로 값이 올라갔고, 2008년 3월에는 달러가 거의 33바트까지 내려앉았다. 다만 이 때문에 1인당 GDP는 증가하여 2001년과 2011년 사이에 특히 수도권인 방콕 지대의 1인당 GDP가 이전 7,900달러에서 13,300달러 정도로 치솟았다고 한다.
2010년도 들어 대규모 민주화 시위가 일어나며 태국 경제 성장률은 4에서 5% 사이를 맴돌았으며, 이후에도 정치적 불안정이 심화되며 외국 투자자들이 태국에 투자를 꺼리면서 태국 경제는 제 잠재력을 모두 발휘하지 못하고 발목이 잡혀있는 상태를 유지했다. IMF는 태국 경제가 2012년에는 5.5%, 2013년에는 7.5% 성장할 것이라고 예측하기도 했다. 2014년 5월 22일의 쿠데타 이후, 인플레이션 현상을 감안한 태국의 실제 경제성장률은 3.9% 정도로 추산된다.

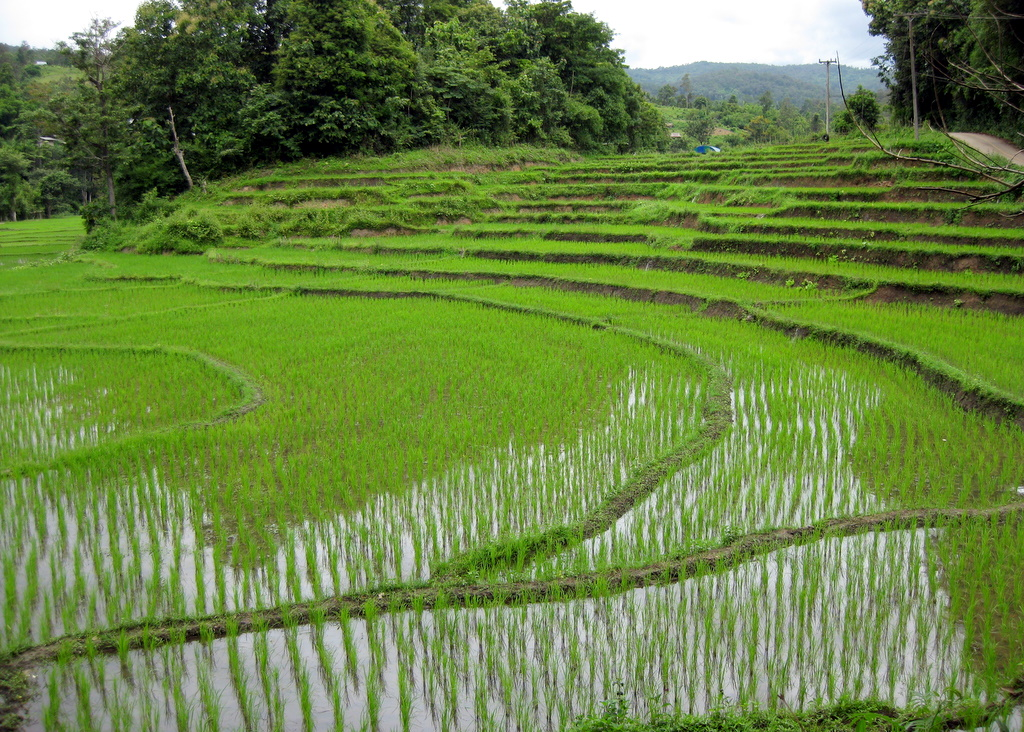
세계적인 쌀 수출국, 태국

| 인구                   | 71,896,898명 (2024년 추계) |
| 국내총생산             | 4,552억 달러(2017년)       |
| 1인당 GDP              | 6,593.82 달러(2017년)      |
| GDP 대비 공공부채 비율 | 43.57%(2015년)             |
| 경제성장률             | 3.9%(2017년)               |
| 실업률                 | 1.0%(2010년)               |
| 수출                   | 1,525억 달러(2007년)       |
| 수입                   | 2,019.37억 달러(2015년)    |
| 경상수지               | 148억 달러(2010년)         |
| 외환보유고             | 198.4억 달러(2018.06)      |
| 외채                   | 522억 달러                 |

### 농업
농업은 태국의 주산업이며 그 중에서도 도작(稻作)은 국민생활의 기초이다. 쌀은 국민의 주식인 동시 제1의 수출품이기도 하다. 태국은 세계 제2위의 쌀 수출국으로서 매년 도정미 650만 톤을 수출한다. 농업은 태국 GDP의 약 10% 정도를 차지하고 있으며, 인구의 약 40%가 농업에 종사하고 있다. 쌀은 이 나라의 가장 중요한 곡물이다. 태국은 메콩 강 유역의 나라 중 가장 높은 경지율(27.25%)을 보인다. 이 중 55%는 쌀 경작지이다. 주산지는 많은 소작농이 생산에 종사하고 있는 중부 삼각주지역이다. 쌀 다음으로 중요한 산물이 고무와 옥수수인데 역시 수출된다.

### 수산업
수산자원으로는 담수어가 압도적으로 많다. 하천, 운하, 호수에서 잡히는 어류는 국민의 필요 불가결한 단백질 공급원이 되고 있다. 연안의 해양어업은 별로 발달해 있지 않다.

### 공업
전에는 경공업이 약간 발달했을 정도로 외국 공업제품의 시장이었으나 1980년대부터 외국자본의 도입으로 공업화를 이룩했다. 태국은 동남아시아에서 자동차 생산량이 많은 국가이고 컴퓨터, 통신기기등 전자산업도 발달했다. 제조업은 주로 외국기업의 기술에 의존한다.
2012년 태국의 자동차 생산량은 245만 대로 전년 대비 68.3%의 성장률을 보임과 함께, 프랑스를 제치고 세계 10대 자동차 생산국가에 진입하였다.
태국의 전자산업은 지난 30년 동안 꾸준히 성장을 해온 산업으로 600억 달러의 생산에 달하고 있으며 최근 자동차 산업의 성장 전까지 태국의 제1의 수출산업이었다. 다만, 핵심부품의 생산이나 원천기술 개발 능력은 부족하여 대부분이 OEM이다.

### 유통과 무역
화교의 활약이 없으면 경제가 마비될 정도로 화교가 유통기구를 독점하고 있다. 주요 수출상대국은 미국·네덜란드·싱가포르·홍콩·일본 등이다. 수입도 크게 달라져 소비재수입이 크게 줄고, 공업생산용 원재료·자본재·원유 등이 두드러지게 늘었다. 주수입 상대국은 미국·사우디아라비아·싱가포르·말레이지아·일본 등이다. 공업화에 필요한 원재료와 자본재수입이 급증해 농산물 수출액을 넘기 때문에 무역수지는 언제나 적자이다. 특히 대일 무역적자가 커져 해마다 무역마찰문제를 불러 일으켰다. 무역수지적자는 관광수입과 외국으로부터의 송금과 민간투자·정부차관 등으로 메워진다. 특히 관광수입 증대와 더불어 아랍산유국으로부터 보내져 오는 노동임금이 많다.

### 관광 산업

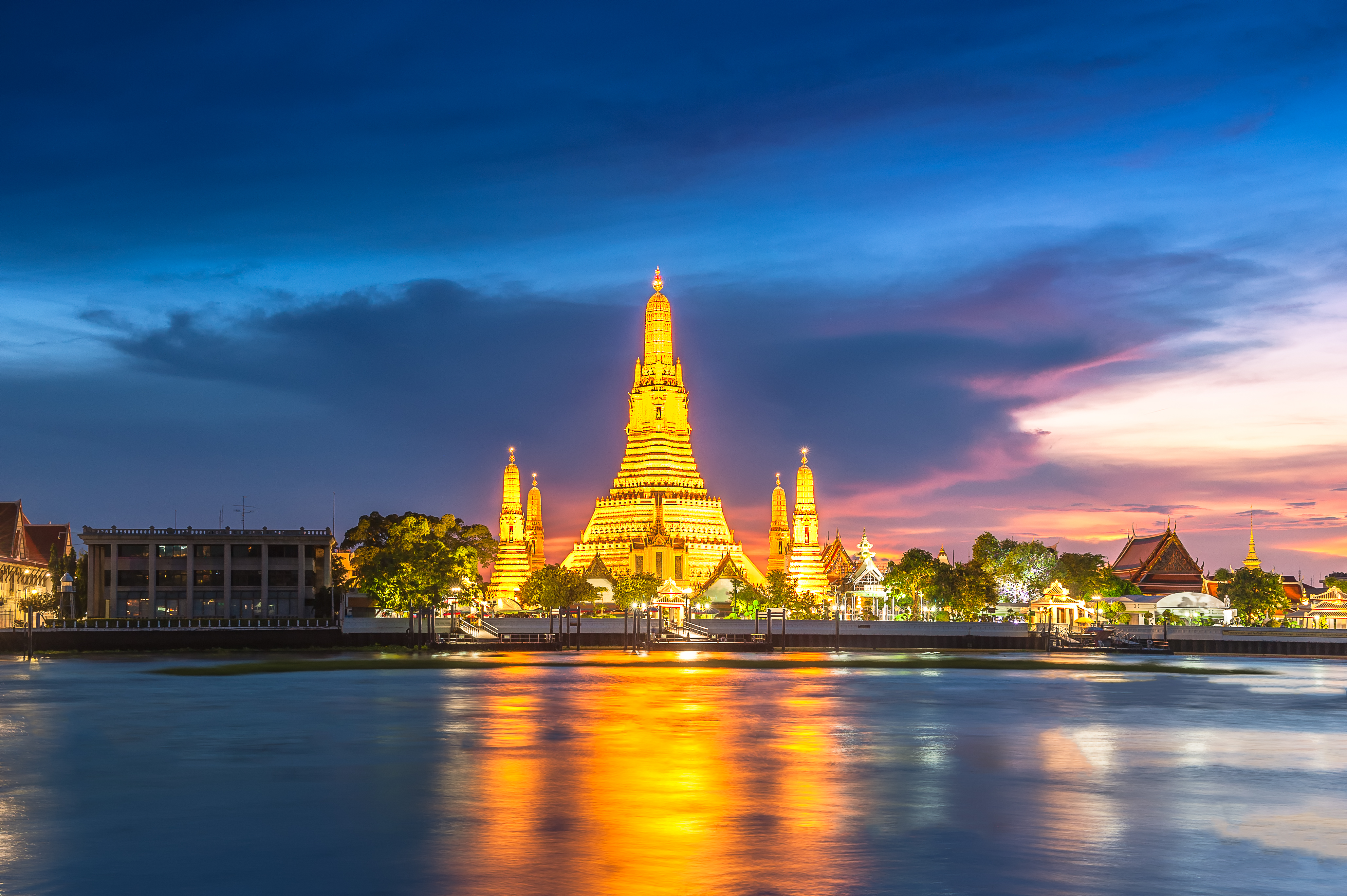
왓 아룬방콕; 태국은 또한 가장 중요한 국제 관광지 중 하나이다

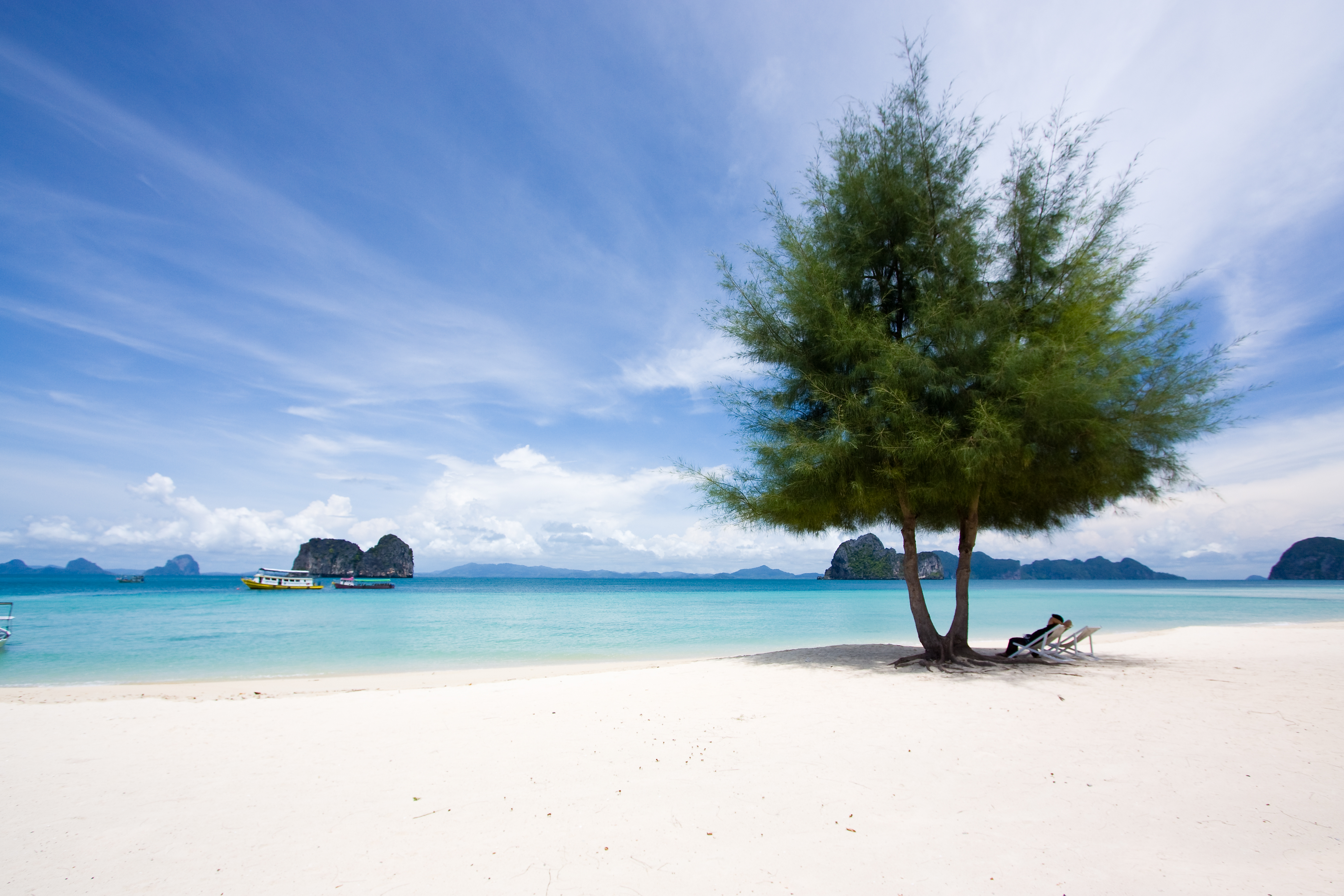
해변, 끄라비주.

태국 관광업은 태국 전체 GDP의 약 6% 정도를 차지한다. 2013년에는 동남아 전체에서 가장 관광객들이 많이 찾은 국가였으며, 12조 바트에 달하는 외환을 직접적으로  끌어들이며 가히 엄청난 양의 수익을 올리고 있다. 그 외에도 관광업으로 인해 생기는 부가적인 이익까지 포함하면 태국 GDP의 20.2%를 차지할 정도로 관광업이 경제에서 차지하는 비중이 크다고 한다.
아시아계 관광객들은 주로 방콕 일대를 주로 찾고, 아니면 치앙마이 등 역사 유적들을 관람하기 위하여 태국을 찾는 경우가 많다. 서양 관광객들은 방콕 뿐만 아니라 남부에 있는 아름다운 섬들과 해변들을 더 많이 찾는다고 한다. 특히 태국 북부 지역은 다양한 민족들이 살고 있으며 숲으로 덮인 풍광들이 많아 인기가 좋다고도 한다. 다만 태국의 치안이 마음놓고 돌아다닐 정도는 아니기에, 태국 정부 측에서는 독립적인 관광경찰들을 창설하여 주요 관광지 지역에 배치해놓는다고 한다.
태국은 전세계에서 5번째로 의료관광이 활성화된 나라로, 2018년에만 250만 명의 사람들이 의료 목적으로 태국을 방문했다. 그 외에도 성전환수술로도 이름이 높으며, 성형수술에도 조예가 깊다고 알려져있다. 2010년과 2012년 사이에 태국을 방문한 의료 관광객들의 90%가 성전환수술을 위해 태국을 방문했다고 한다.

### 화폐
태국의 화폐 단위는 밧으로, 1밧은 100사땅(satang)이다. 지폐는 20, 50, 100, 500, 1000 밧이 있으며, 동전은 25, 50 사땅과 1, 2, 5, 10 밧이 있다. 전 권종에 모두 국왕이 그려져 있다. 사땅 동전은 보통 슈퍼마켓이나 편의점 등에서 간혹 사용되며 일반적으로는 잘 쓰이지 않는 편이다.

### 주요 자원
주요 자연 자원으로는 주석, 천연 고무, 텅스텐, 천연 가스, 탄탈럼, 목재, 납, 물고기, 석고, 갈탄, 형석, 경작지, 쌀, 카사바, 안티몬 등이 있다.

### 교통

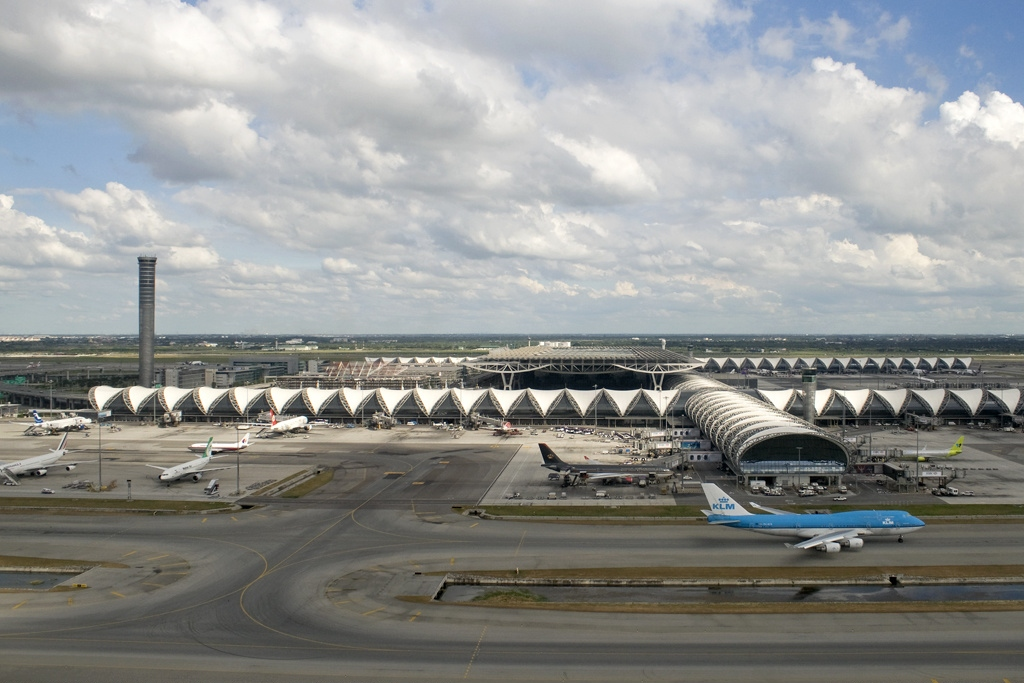
수완나품 공항

교통에 있어서는 하천과 운하를 이용한 수운이 대단히 중요한 역할을 하고 있다. 중부에서는 운하가 사방팔방으로 발달해서 사람과 물자의 수송에 이용되고 있다. 일찍이 방콕은 운하와 수로가 많아 수운이 발달하여, "동양의 베니스"라고 칭송받기도 하였으나, 지금은 그 대부분이 매립되어 도로가 되어 버렸다. 또한 태국 북부의 국경을 흐르는 메콩강에는 2001년 6월에 타이, 라오스, 미얀마, 중화인민공화국 간에 메콩강 상선통항협정이 체결되어, 유역 각국 간의 통항로로 이용되고 있다. 태국의 철도는 국유회사인 타이국유철도가 4개 노선을 운영하며, 말레이시아, 싱가포르와는 직결된다. 방콕에는 고가철도와 지하철도 개통되었다. 도로교통은 현재 급속한 발달 과정에 있다. 국내 모든 도시를 연결하는 교통기관으로서, 철도보다도 대량수송공사에 의한 버스 쪽으로 발달하고 있다. 도시 교통도 방콕을 제외한 대부분의 도시에서는 소형 트럭을 개조하여 만든 버스(썽태우)가 일반적이다. 수완나품 공항은 아시아의 허브 공항의 하나로서, 전 세계의 항공사들이 드나들고 있으며, 타이항공과 여러 저가 항공사들이 운항 중이다. 대한민국의 인천, 일본의 나리타 등의 도시에는 타이항공, 대한항공, 일본항공 등이 운항하고 있다.

## 사회

### 인구
타이족이 75%로 다수를 차지한다. 또한 태국 주류에서 벗어난 여러 인종이 태국의 인구를 구성하고 있다. 중국계가 18%, 기타 말레이족, 크메르족, 몽족, 고산족 등 나머지를 차지한다. 그 가운데 타이족은 미얀마, 라오스, 캄보디아, 말레이시아에도 거주하고 있으며, 태국의 문화적 영향이 강하게 작용함에도 여전히 엄격한 전통 생활 방식을 고수하고 있다. 화교 또한 태국 사회, 특히 방콕 주변에서 특징적인 요소이다. 태국 사회로 성공적인 진입을 이룬 화교는 정치나 경제 권력을 가진 세력으로 부상했는데 그 대표적인 예가 태국의 전 수상 탁신 친나왓이다. 그는 2001년부터 정권을 잡았으나 2006년 9월 19일 쿠데타로 축출당했다. 소수 민족으로는 화교 이외에도, 크메르족, 몬족, 말레이족, 산간부족(먀오, 야오, 라와, 리소, 무소, 카렌, 이코)이 있다.
태국은 2024년 추계 기준으로 71,896,898명의 인구를 보유하고 있다. 대부분의 국민들은 시골에 거주하며, 특히 중부 지역의 곡창 지대에 밀집되어 있다. 2010년 기준으로 대략 45.7%의 국민들이 도심부에 살고 있었으며, 이들 중 대부분은 수도인 방콕을 중심으로 한 수도권 지방에 몰려 살고 있다. 태국은 급격한 인구 증가를 막기 위하여 정부 주도의 산아제한 정책을 펼쳤고, 1960년대만 해도 약 3.1%에 달하는 높은 경제 성장률을 보인 데에 반하여 현재는 약 0.4% 정도로 낮아졌다. 1970년대에는 한 가정 당 약 5.7명 정도가 살고 있었는데, 2010년의 통계 결과에 의하면 약 3.2명 정도 만이 살고 있었다고 한다.
태국 인구의 95.9%가 태국 국적의 태국인이며, 나머지 약 2% 정도는 일자리를 위하여 떠나온 미얀마인들, 그리고 나머지 국적인들이 약 1.3% 정도를 차지한다. 2011년 왕실 주도의 차별금지조사에 의하면, 태국에는 현재 약 62개 정도의 소수민족들이 거주하고 있으며, 태국 내에서 가장 인구 비율이 높은 타이계 제족들은 약 34.1% 정도를 차지하고 있다.

### 언어
태국의 공식언어는 태국어이다. 태국어는 인근의 라오어, 하이난과 윈난 산악 지방에서 사용되는 소수 민족들의 언어와도 굉장히 비슷하다. 태국 정부에서는 정부 주도로 태국어를 모든 국민들의 공용어로 정착시키기 위하여 노력하고 있으며, 모든 학교에서 의무적으로 태국어를 국어로 선택하여 가르치고 있다. 참고로 태국어를 적을 때에는 크메르 문자에서 착안하여 만들어진 태국 문자를 사용하여 표기한다.
태국 정부는 2011년에 약 62개의 언어를 공식적으로 인정하였다. 태국어를 제외하면 태국에서 가장 자주 사용되는 언어는 북동부 지방에서 사용되는 라오어이다. 종종 지역 방언으로 분류되기도 하는데, 주로 옛 란쌍 왕국에 속해있었던 지방에서 주로 사용되고 있다. 또한 말레이시아와 가까운 남부 지방에서는 케란탄-파타니 말레이어가 사용되고 있으며 화교들이 워낙 많은 탓에 중국어도 자주 사용된다.

### 치안
태국에서는 관광객을 상대로 한 소매치기나 날치기 범죄가 주로 발생하며, 방콕의 유흥가 밀집 지역인 팟퐁, 나나 지역에서는 마약이 불법적으로 유통되기도 한다. 태국의 국왕이나 왕실을 비방, 모독하는 불경죄를 범하면 태국 형법 112조에 따라 최저 3년에서 최고 15년의 징역에 처해질 수 있는데 이는 태국 국왕의 사진이나 초상을 훼손하는 것도 해당된다.

## 교육
유치원
태국의 교육 제도는 유치원 제도가 이미 기본적으로 정착되어 왔으며, 초 중 고 대학교의 기본 학제가 한국과 같거나 비슷하게 운영된다. 유치원 및 영아 유치원 교육은 교육 자체에 대한 관심이 높아서라기보다는, 반드시 있어야 하기 때문에 존재한다. 태국에서는 일할 수 있는 여자들의 절반이 직업을 가지고 있기 때문에, 아내와 남편 모두 직장을 다니는 맞벌이 부부가 많다. 그래서 부모의 출근 시간대에서부터 퇴근 시간대까지 아이들을 돌봐 주는 탁아소의 역할을 부담하는 요금에 따라서 탄력 있게 감당하고 있다.
진학

태국에서 명문대에 입학하기 위해서는 좋은 고등학교를 나와야 가능하다. 일반적으로 상급학교 진학은 시험을 통하여 하기 때문에 원하는 고등학교에서 공부하기 위해서는 좋은 중학교를, 좋은 중학교를 위해서는 좋은 초등학교를, 좋은 초등학교를 다니기 위해서는 좋은 유치원을 나와야만 한다. 따라서 교육에 관심 있는 부모들은 아이들이 집에서 좀 멀고, 힘이 들더라도 좀 더 나은 유치원에 보내려고 애를 쓴다. 비판적으로 보면, 태국에서 교육의 기회는 자녀를 명문학교에 보낼 수 있을 만큼 돈이 많은 소수 부유층들만 가질 수 있고, 거의 대부분의 민중들에게는 처음부터 상당히 닫혀있는 것이다.
중고교 과정

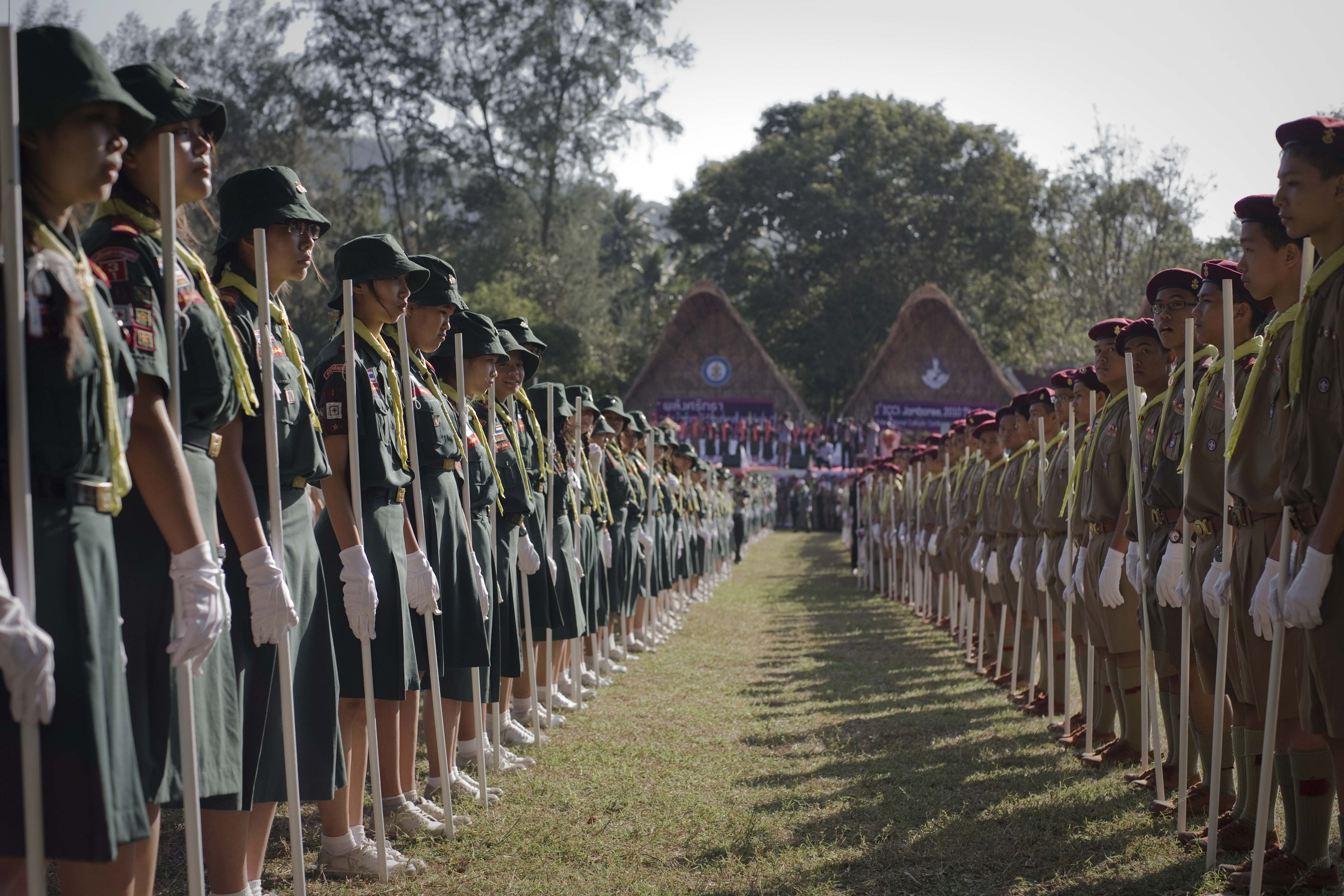
태국의 보이, 걸 스카우트

태국에는 중학교, 고등학교 과정을 위해 각각 3년을 들여야만 하는 정규 학제 이외에도, 중고교 졸업장을 비교적 손쉽게 받을 수 있는 길이 여러 가지로 열려 있다.
1. 주간에는 일하면서 야간 수업 또는 주말 수업으로 2년 정도 공부하면 중학교나 고등학교 졸업장을 얻을 수 있는 준 정규 과정이 전국적으로 많은 정규학교에 병설되어 있기 때문에 조금만 시간을 내면 졸업할 수 있다. 이렇게 공부할 수 있는 조건은 제때에 공부를 시작하지 못하고 2-3년 정도 자기 학년보다 늦어진 사람들을 대상으로 한다.
2. 준 정규 과정에도 훨씬 못 미치는 수업 시간 및 수업 연한을 갖고 중 고등학교 과정을 마칠 수 있는 경우도 있다.
3. 검정고시가 있다.

대학교

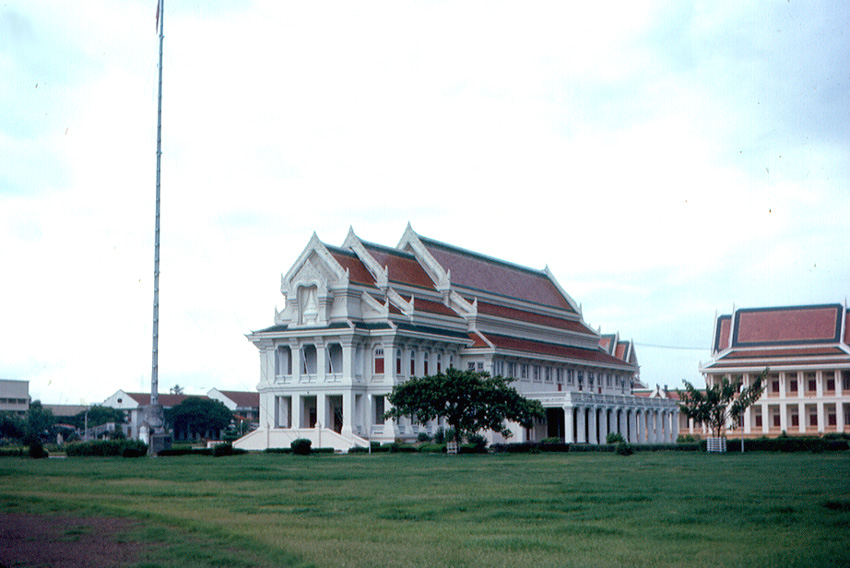
1917년에 세워진 쭐랄롱꼰 대학

대학 과정은 분야별로 명문대가 있는데, 방콕의 쭐라롱껀, 탐마쌋, 씨나카린위롯, 씬라빠껀, 까셋쌋, 마히던 대학교 등이 명문이며 지방의 명문으로는 북부의 치앙마이 대학교, 북동부(이산)의 컨깬대학교, 남부의 송클라나카린대학교가 있다. 한편, 공부는 하고 싶으나 가정형편이 뒷받침되지 않는 사람들을 위해 방콕에는 물론 지방에도 곳곳에 개방대학이 개설되어 있다. 그 중 방콕에 있는 람캄행 대학은 세계에서 학생 수가 가장 많은 대학으로 알려져 있다. 고등학교 졸업장만 있으면 누구든 공부를 시작할 수 있다. 학비가 저렴하여 등록금과 교재 구입비를 포함하여 한 학기당 25-30달러 정도 되므로 공부를 하고픈 학생들이 전국에서 몰려든다. 강의는 하나도 안 들어도 되고, 시험 성적으로 학점을 얻는다. 하지만 졸업이 어려워서, 개방대학을 나오면 사회에서 능력을 인정받으면서 일할 수 있다.

## 문화

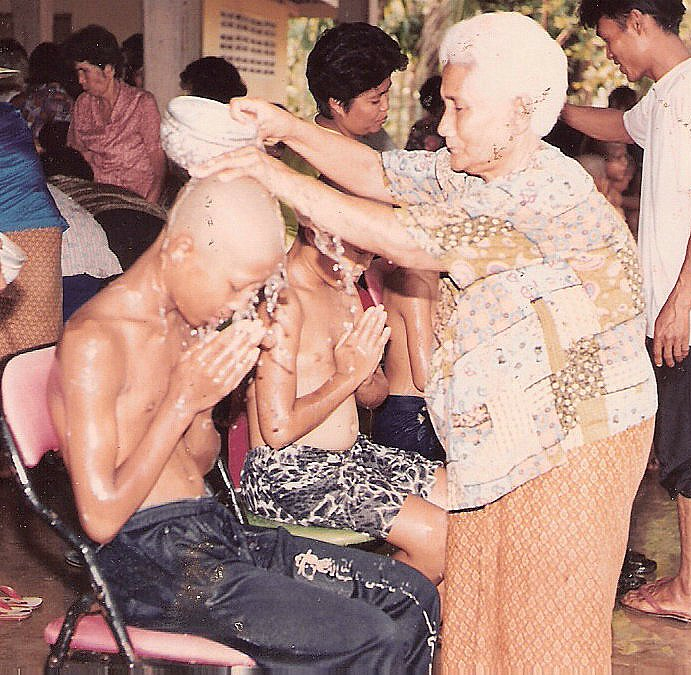
승려가 되기 전 받는 목욕은 태국의 전통이다.

태국은 불교의 나라이자 사원의 나라이다. 주민의 95% 이상이 불교 신자이며, 거의 대부분이 소승 불교 신자이다. 태국의 승려들은 한국과는 달리 육식과 음주를 허용하지만 정오 이후의 식사는 금지하며, 여성은 승려와 접촉할 수 없다. 또한 태국에는 아름다운 왕궁과 많은 불교 사원들이 있다. 태국은 왕실에 대한 믿음과 존경이 대단한 나라이다.
조상에 대한 존경은 태국의 정신적 관습의 중요한 한 부분이다. 태국 사람들은 환대하는 마음과 관대한 마음을 가졌으나 강한 사회적 계급 의식도 있다. 태국 문화에서 어른 공경은 중요한 요소이다. 연장자가 항상 가족 대소사를 결정하거나 의례를 주관한다.
태국의 전통 인사법인 "와이"는 두 사람 중 젊은 사람이 먼저 하는데, 이는 손바닥끼리 서로 닿도록 두 손을 모은 다음, 손가락 끝은 위로 향하게 하고 얼굴이 손에 닿도록 머리를 숙여서 하는 인사이다. 이 인사를 할 때는 남자는 "사왓디 크랍", 여자는 "사왓디 카"라는 인사말을 함께 한다. 그러면 연장자가 같은 방법으로 답례한다. 태국의 아이들이 학교에 갈 때, 부모님에게 존경의 마음을 보이며 "와이"를 행한다. 학교에서 돌아와서도 마찬가지이다. 이러한 와이는 타인에 대한 존경과 경의의 마음을 표시하는 것인데 이는 인도 문화권의 나마스테와 비슷하다.

### 건축

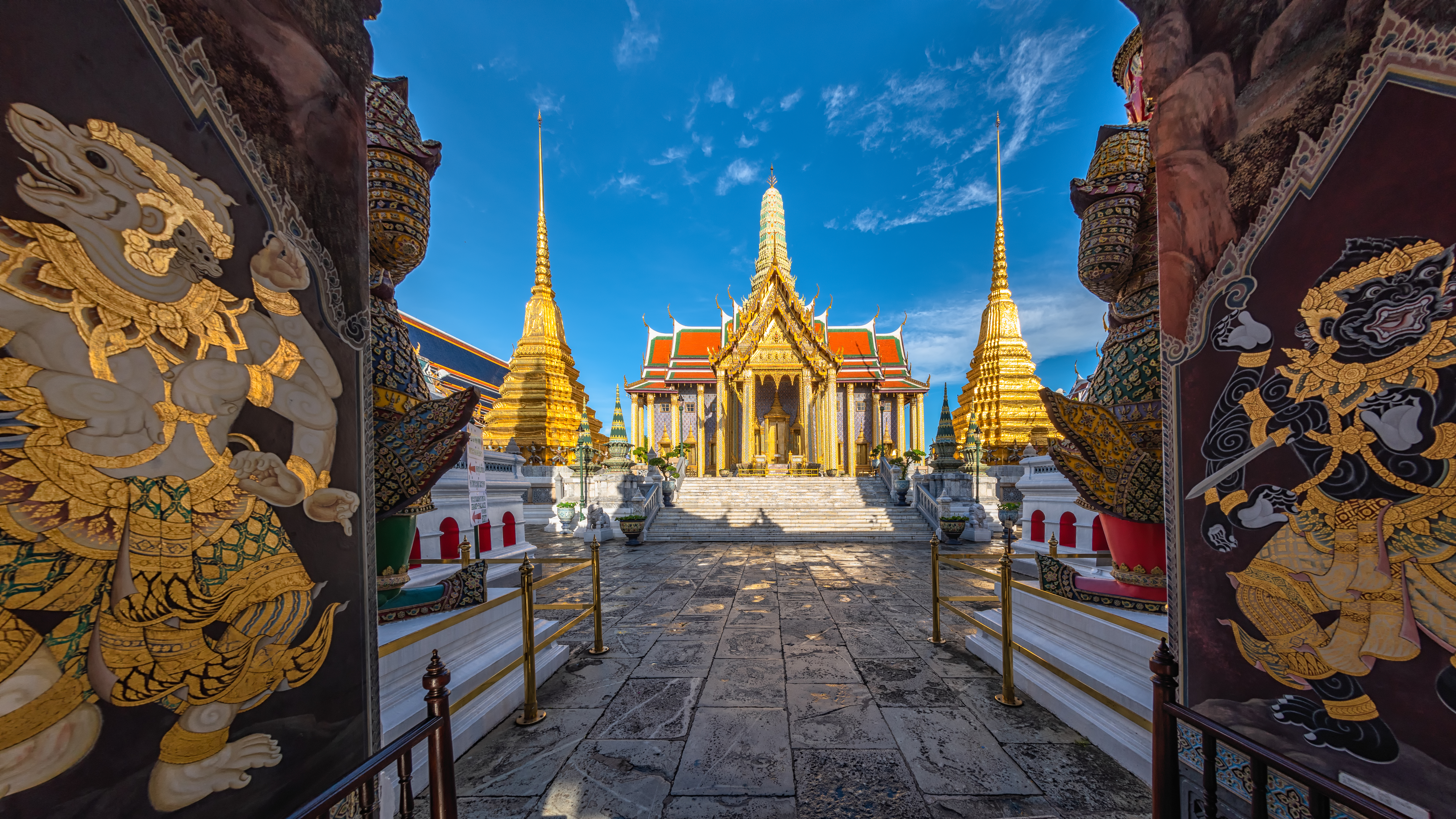
왓 프라깨오

태국의 건축물들은 주로 찌는 듯한 태국의 더위에 최대한 맞춘 형식으로 지어져 있으며, 세계 최대의 불교국가들 중 하나라는 명성에 맞게 불교적 색채과 굉장히 강하다. 또한 옛 동남아의 강국이었던 캄보디아, 미얀마 등의 건축 방식으로도부터 많이 영향을 받아다고 알려져 있다. 1350년부터 1767년부터 태국에는 ‘아유타야 양식’이라고 하는 건축술이 유행했는데, 아유타야 양식은 주로 거대한 규모의 크기를 가지고 있으며 장식도 황금빛이 많고 극히 화려한 것을 특징으로 삼는다. 이 시기가 태국 건축의 황금기로 평가받기도 한다. 아유타야 양식의 사원들은 지붕 끝에서 기다란 장식용 돌기가 위로 뻗어 올라가 있으며, 또한 건물 내부에 채광창이 많아 햇빛이 잘 들어온다고 한다.
태국의 사찰들은 ‘왓’이라고도 하는데, 속세와 구분짓는다는 의미로 높은 벽을 둘러치며 태국 건축의 최고봉이라고 할 수 있을 정도로 그 화려함이 절정에 달한다. 태국의 왓 건설 방식은 주로 캄보디아의 영향을 강하게 받았으며, 현재에는 태국만의 고유한 건축 방식을 발전시켜나가고 있다.

### 종교
| 태국의 종교 | 태국의 종교 | 태국의 종교 | 태국의 종교 | 태국의 종교 |
| ----------- | ----------- | ----------- | ----------- | ----------- |
|             |             |             |             |             |
| 불교        | 불교        |             | 94.50%      | 94.50%      |
| 이슬람교    | 이슬람교    |             | 4.29%       | 4.29%       |
| 기독교      | 기독교      |             | 1.17%       | 1.17%       |
| 힌두교      | 힌두교      |             | 0.03%       | 0.03%       |
| 기타        | 기타        |             | 0.01%       | 0.01%       |

태국은 불교의 색채를 가진 나라이자 사원의 나라이다. 주민의 95% 이상이 불교 신자이나 국교가 해제된 지금은 다양한 종교를 인정하는 분위기이다.소승불교는 1997년까지 태국의 국교였다. 그러나 종교적 다양성을 인정하기 위해 국교를 해제했다. 아직은 달력, 풍습 등에도 불교적인 것이 많다. 실제로, 태국의 불교는 서서히 발전하여 동물숭배나 조상숭배로부터 기원된 지역 종교들을 포섭하였다. 국왕을 비롯하여 남자라면 일생에 적어도 한번은 절에 들어가 삭발하며 3개월 정도의 수도과정을 지내고 오는 것도 의무적이다. 이른 새벽이면 누런 법복을 걸친 탁발 승려들이 사원을 나서 행렬을 시작하고 신도들은 정성스럽게 이들에게 공양을 바친다. 태국의 승려들은 어느 나라에서보다도 사회적 지위가 높다. 태국에는 아름다운 왕궁과 많은 사원들이 있는데, 차크리 왕조의 수호사원으로서 에메랄드 사원과 수코타이 중심부에 있는 최대사원인 왓 마하탓, 유서깊은 절 왓 아룬 등 3만여개에 달하는 크고 작은 사원은 아름답기 그지없다.

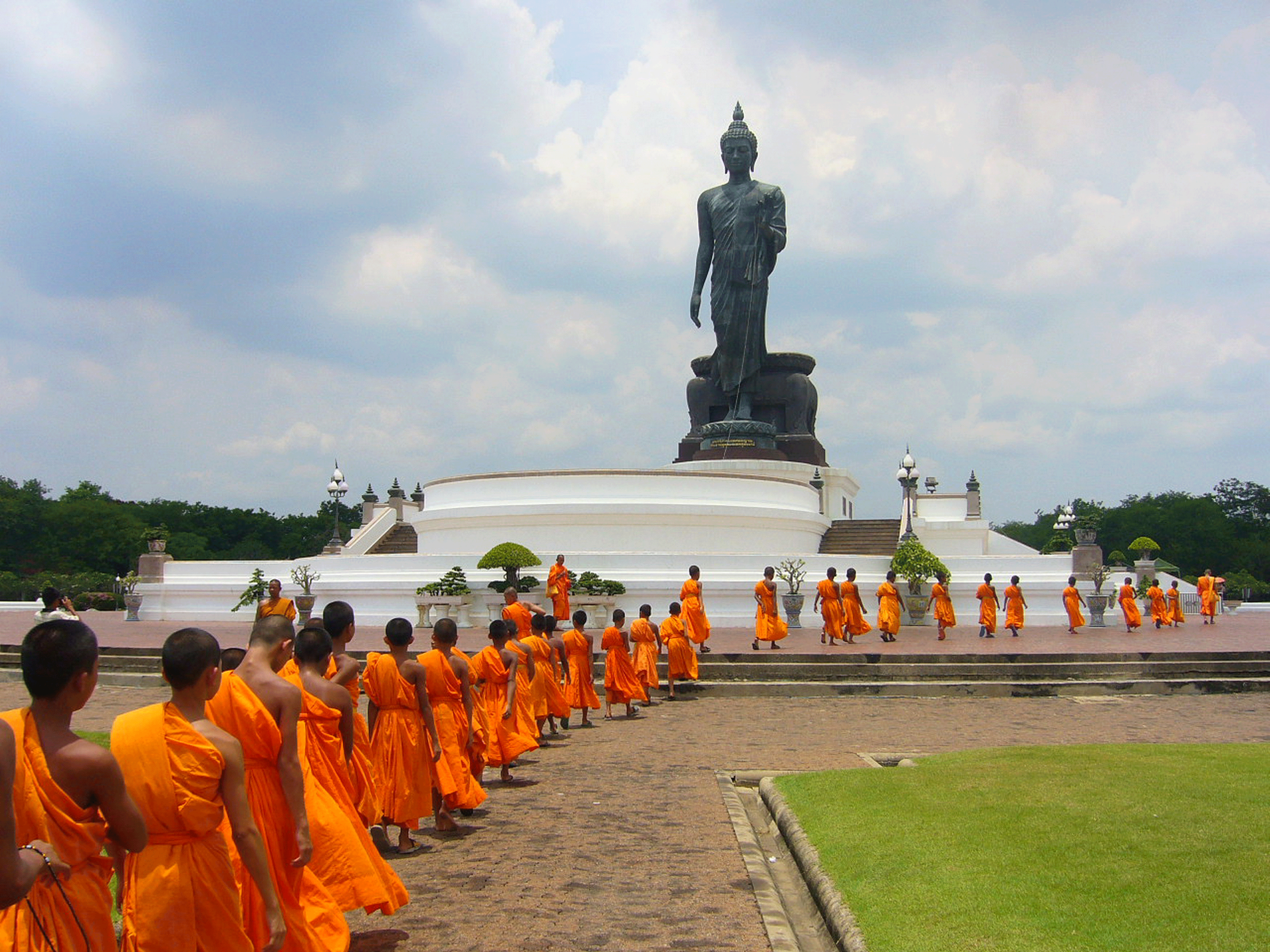
태국의 특징적인 상좌부 불교

태국의 최대 종교는 소승불교로, 태국 문화에서 빼놓고 말하기 힘들 정도로 핵심적인 지위를 누리고 있다. 태국 국민들의 일상 생활에서 불교가 차지하는 비중은 세계에서 가장 높은 수준이며, 중국 다음으로 최대 규모의 불교도 수를 자랑하고 있기도 한다. 2000년 자료 조사 결과에 의하면 대략 94.6% 정도의 국민들이 불교도라고 한다. 제 2의 종교는 이슬람교로, 2015년 기준으로 전체 인구의 4.29% 정도가 무슬림이라고 한다.
이슬람 인구는 주로 파타니, 얄라, 사툰, 나라티왓 등 남부 지방에 대거 몰려있다. 특히 완전한 이슬람계 국가인 말레이시아의 영향을 받은 남부 말레이 반도 지역에 이슬람교도들이 많으며, 대부분이 수니파 무슬림들이다. 기독교도 수는 약 1.17%이며, 극소수의 사람들만이 힌두교나 시크교 등의 종교들을 믿고 이들은 대부분 대도시권에 산다. 또한 유대인들의 민족 종교인 유대교도 17세기 이래부터 태국에 소규모 정착촌을 짓고 살아왔다고 한다.
태국 헌법에는 국교를 명시해놓지 않았고, 종교의 자유를 보장하고 있다. 심지어 폐쇄적이기로 유명한 태국 정부 측에서도 종교를 가지고 큰 문제를 삼는 경우가 드물며, 선교의 자유를 허가하며 비허가받은 종교 단체들의 포교도 자유로히 허락하고 있다. 다만 사회적으로 암묵적인 소수 종교에 대한 차별이 이루어지고 있다는 말은 근근히 나돌고 있는 실정이다.

### 무용

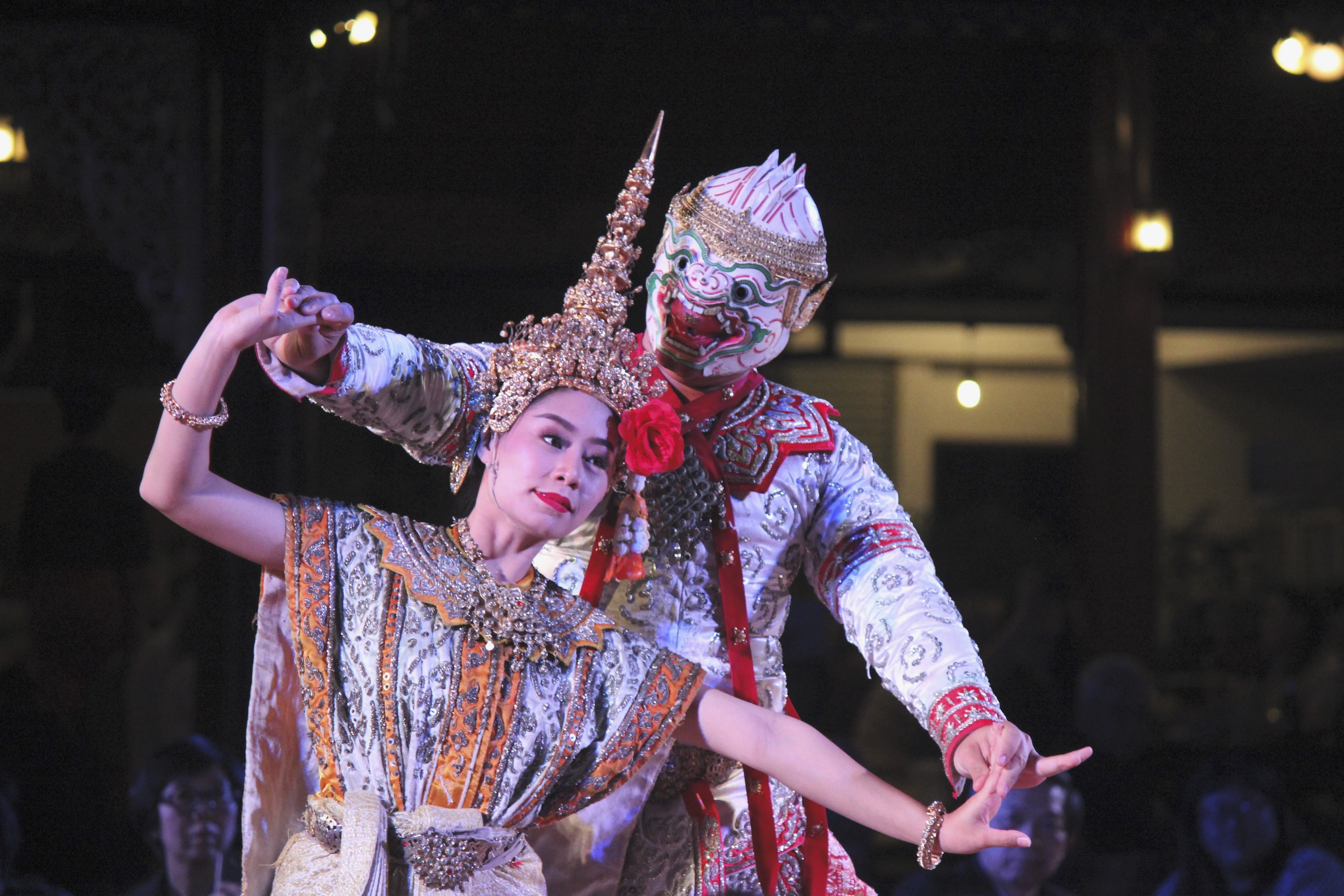
콘의 쇼는 태국 공연의 가장 양식화 된 형태이다

태국의 고전무용은 콘과 라콘, 라밤 등 세 종류가 있는데 수많은 장식품을 사용한 화려한 의상과 우아한 춤동작이 특징이며 태국의 중요한 관광자원이자 자랑거리이다.

### 언어

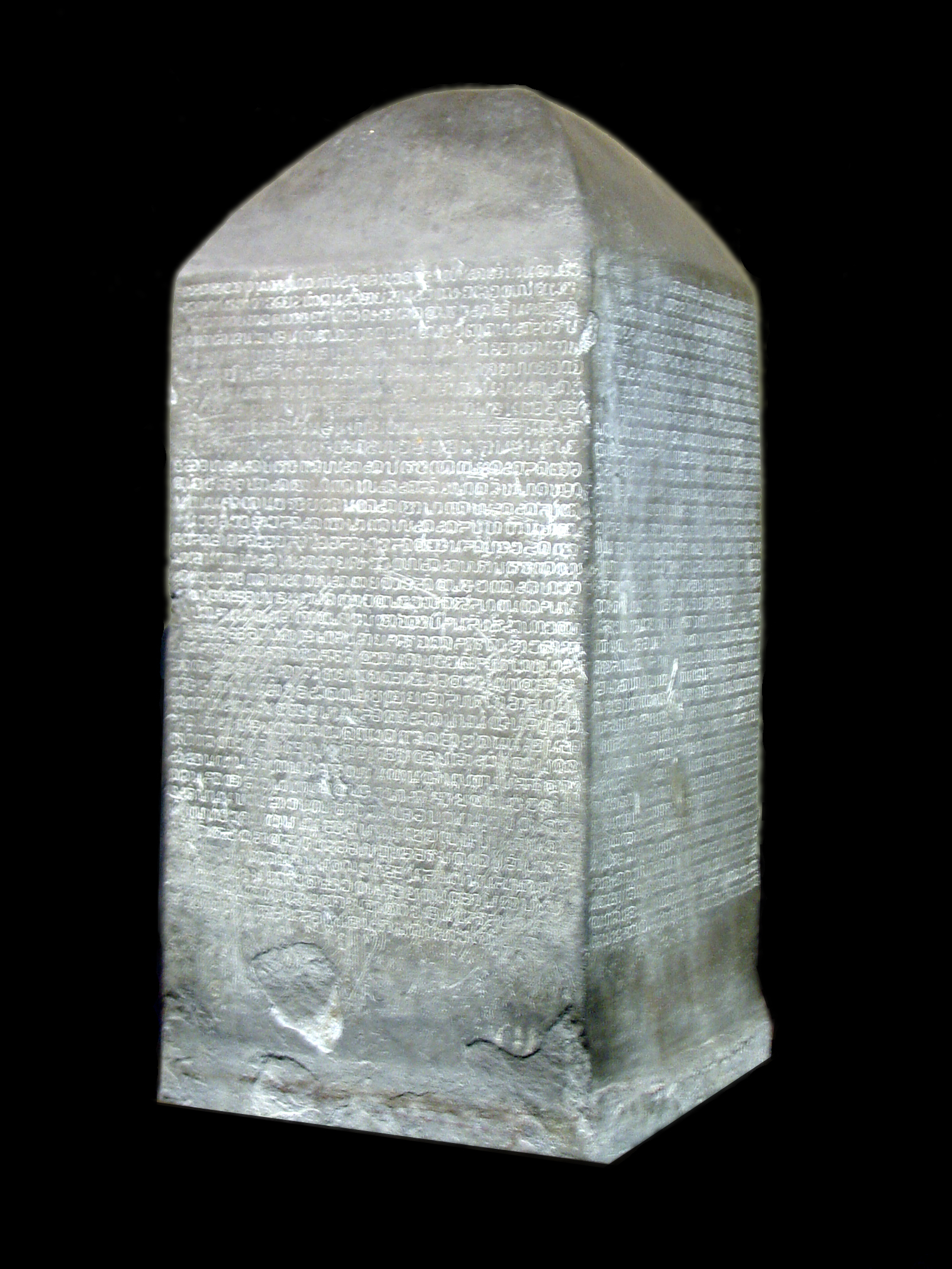
람 캄행 왕의 비석

태국어가 공용어로 지정되어 있다. 태국어는 크메르족과 몬족의 언어가 섞여 만들어졌다. 자음 44자, 모음 32자이고, 5개의 성조가 있다. 북부 지방은 사투리를 사용하지만 표준어와 큰 차이가 없다.

### 언론
태국 사회는 최근에 여러 개의 언어를 사용하는 언론과 미디어가 영향력을 행사하고 있다. 수많은 영어, 태국어, 중국어 신문들이 유통되고 있다. 가장 인기 있는 태국의 잡지들은 매혹적이고 우아하게 보이려고 머리기사에 영어를 쓴다. 방콕에서 일어나는 대부분의 큰 사업 건들은 영어로 진행된다. 태국 사람들끼리 말할 때에도 그들이 교육을 받았고 높은 사회적 지위를 가졌음을 나타내기 위하여 영어로 말한다. 태국은 2003년 기준으로 매일 최소한 1300만 부수의 신문이 유통되는, 동남아시아에서 가장 큰 신문 시장이다.

### 요리
태국의 음식은 다섯 가지 기본적인 맛, 단 맛, 향이 강한 맛, 신 맛, 쓴 맛, 짠 맛이 어우러져 있다. 태국 음식에 보통 쓰이는 재료로는 마늘, 고추, 라임 주스, 코코넛, 캐슈 열매, 레몬 그라스, 생선 소스가 있다. 주식은 쌀, 특히 다양한 재스민 쌀(홈 말리 쌀이라고도 함)이며 거의 매 끼니에 포함된다. 태국은 세계 최대의 쌀 수출국이며 태국 사람들은 1년에 100kg(도정미 기준)의 쌀을 소비한다.. 태국이 원산지인 5,000여 가지의 쌀이 필리핀에 있는 국제쌀연구소(IRRI)의 유전자 은행에 보관되어 있다. 태국의 국왕은 국제쌀연구소의 공식 후원자이다.

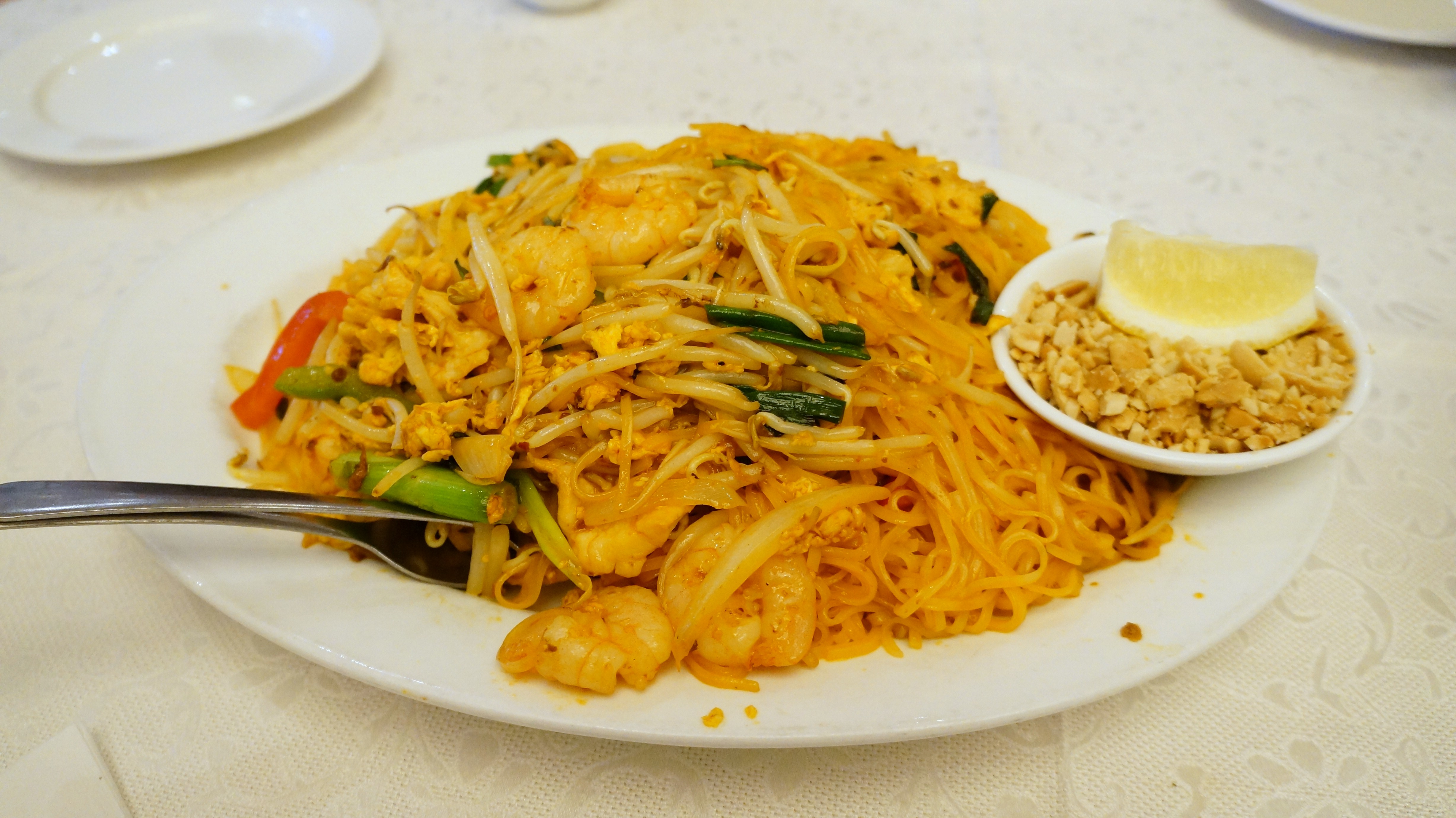
팟 타이
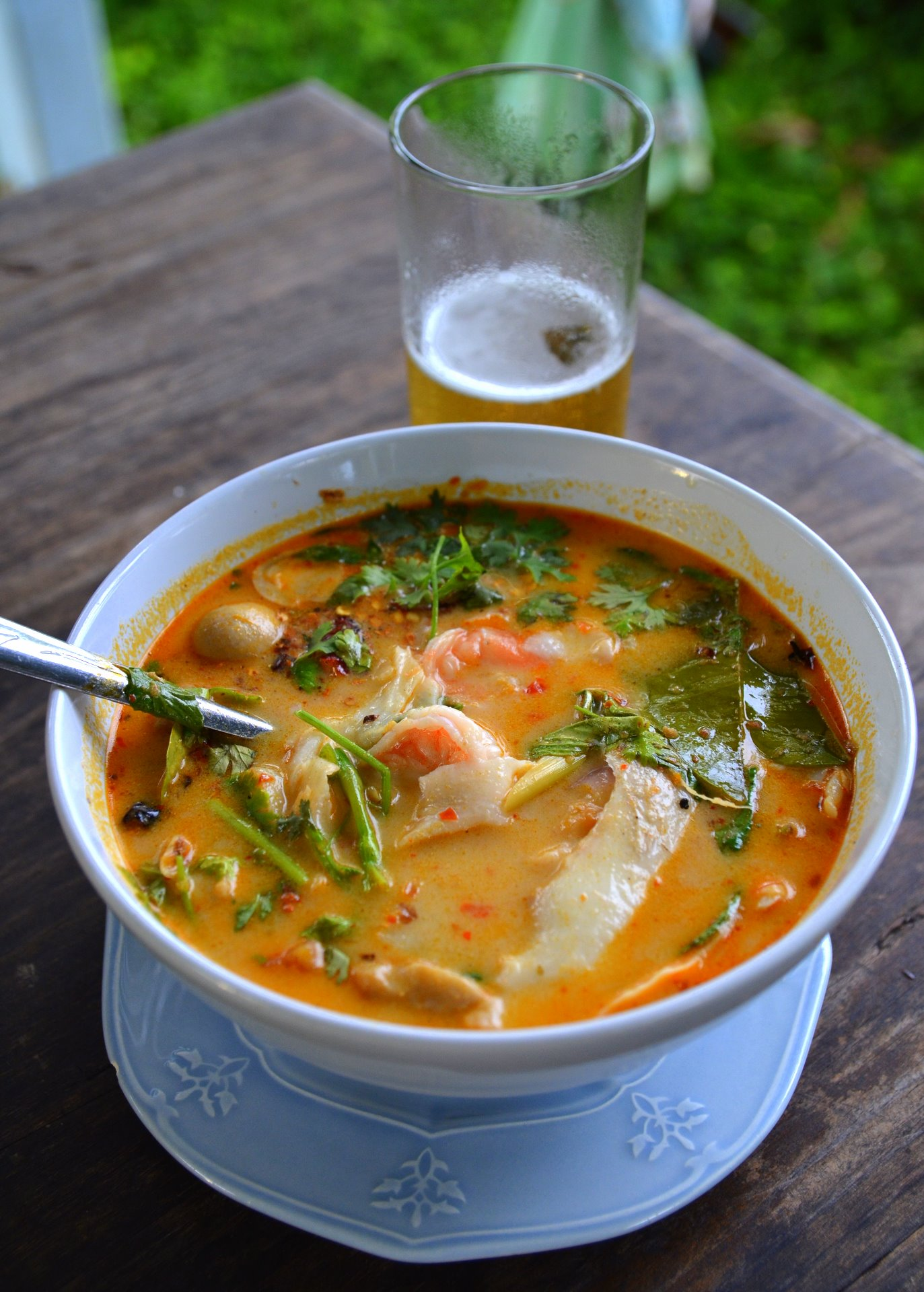
똠 얌
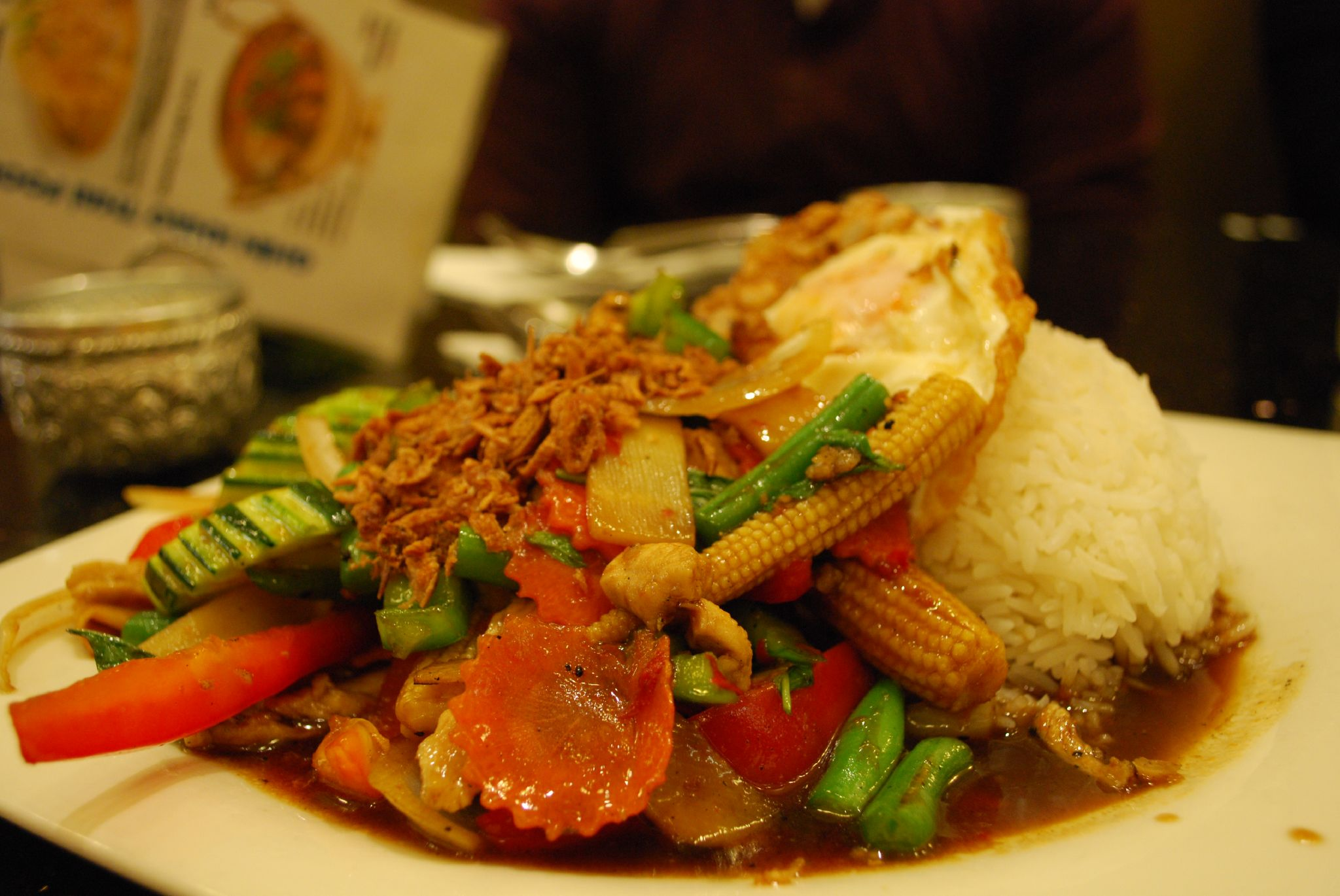
팻 카프라 오
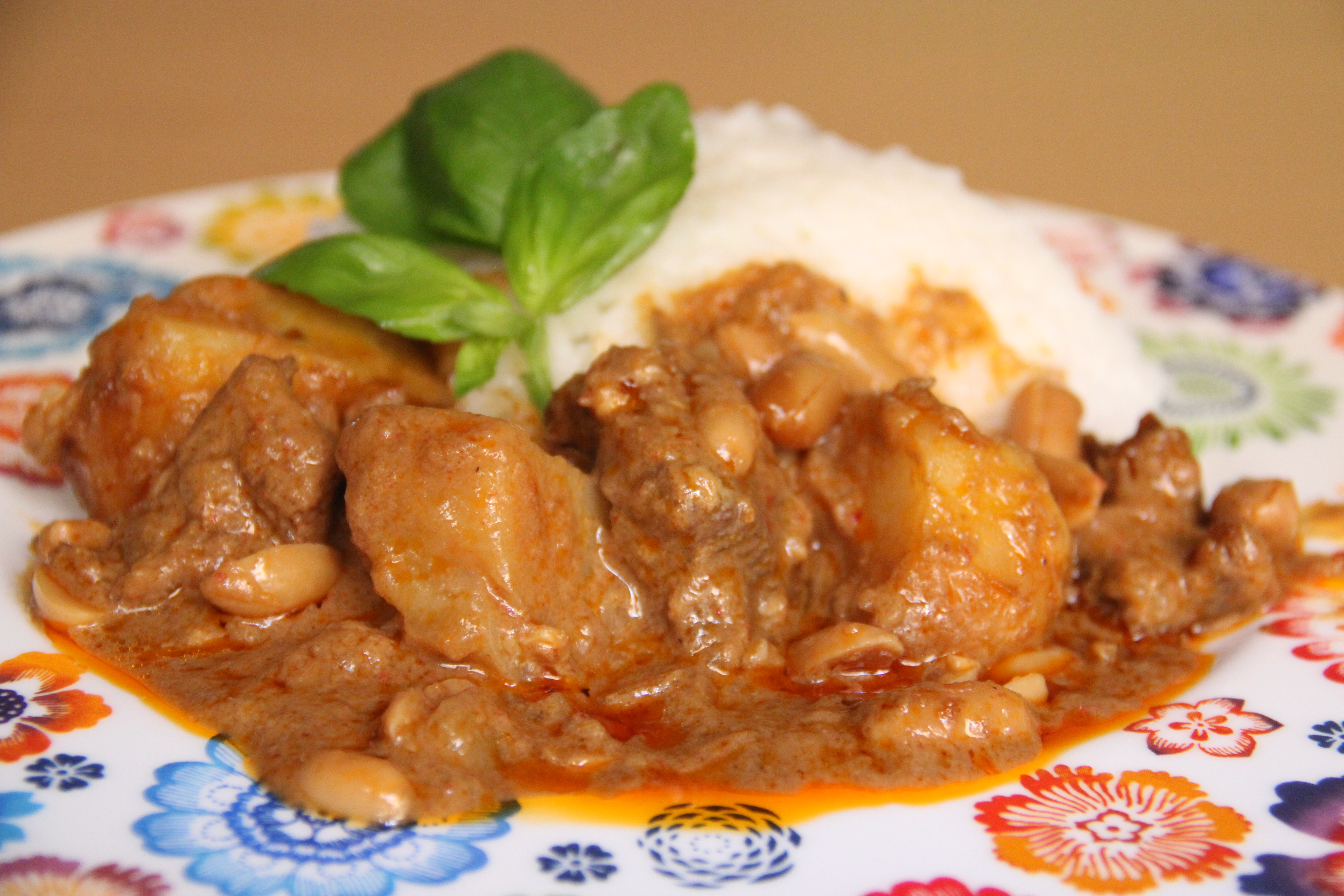
맛사만 커리
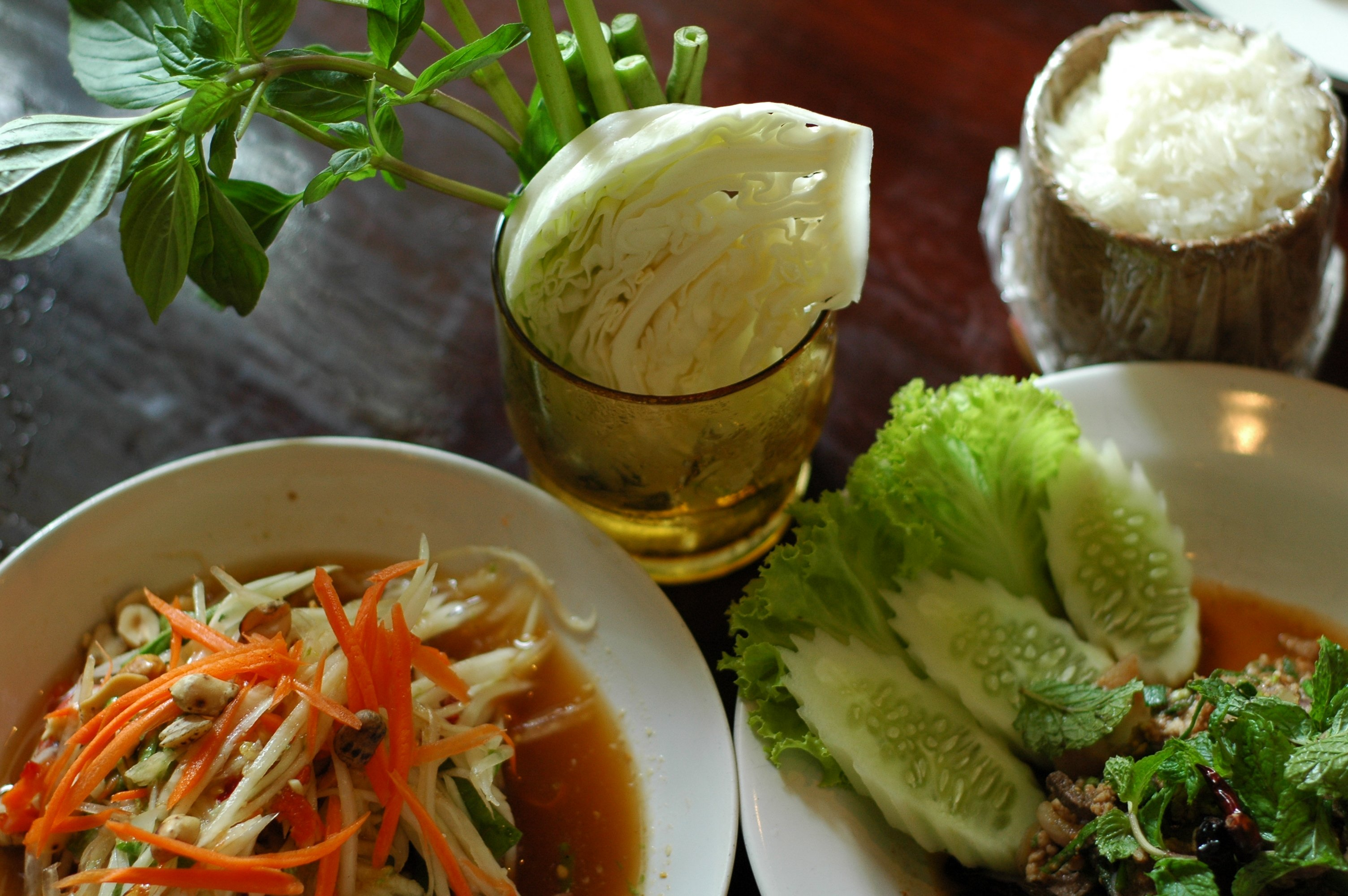
솜 땀

### 영화
최근 들어 태국 영화는 완성도 높은 작품성과 기법으로 세계적 주목을 끌고 있다. 태국 영화를 세계무대로 이끈 선구자는 쁘랏야 삔깨우(Prachya Pinkaew) 감독이었다. 그의 작품인 《옹박 - 무에타이의 후예》(Ong-bak), 《옹박 - 두 번째 미션》(Tom-Yum-Goong) 토니 자 주연의, 두 영화 모두 전 세계적으로 4,700 만 달러 이상을 벌었다. 미국 박스 오피스에도 있다.
태국의 유명한 공포 영화 《셔터》(Shutter 2004), 《샴》(Alone 2007), 《포비아》(4bia 2008). 태국 영화는 동남아시아와 아시아의 다른 국가에서도 큰 성공을 거두고 있다. 《피막》(Pee Mak 2013)  로맨틱 코미디와 피막 같은 공포 영화를 전 세계적으로 판매하여 3,300 만 달러를 벌어들였다. 또한 《배드 지니어스》(Bad Genius 2017)는 아시아에서 인기가 있으며 수익은 4,200만 달러를 넘어섰다. 태국 역사상 가장 성공적인 태국 영화이다.
라콘 (태국의 텔레비전 드라마) 은 태국과 태국 이외의 지역에서 인기를 얻었다., 《타인의 비밀》(Kluen Cheewit  2017), 《왕세녀》(The Crown Princess 2018). 또는 십대 라콘, 《더 기프티드》(The Gifted  2018), 《2gether: The Series》(2020).
태국 엔터테인먼트 산업의 영화는 성장을 보였다. 타타 영과 리사는 댄스 팝 아티스트로서 세계적인 명성을 얻었다.

### 스포츠

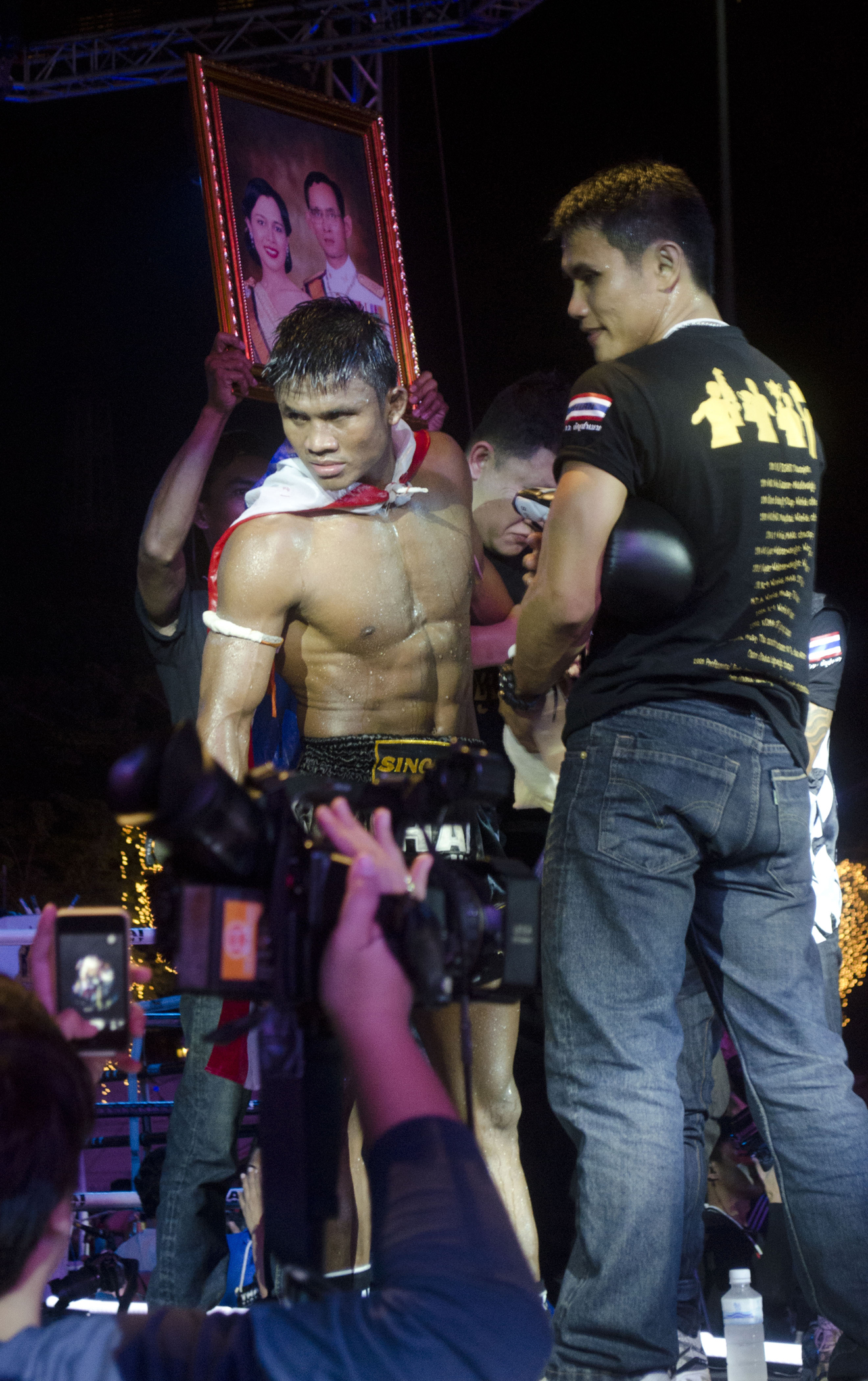
부아 카우(Buakaw), 유명한 국제 무에타이 개업자인.

축구가 무에 타이를 대신하여 인기를 얻고 있으며 이제는 태국에서 가장 인기 있는 스포츠이다. 태국 사람들이 자신이 좋아하는 잉글리쉬 프리미어 리그의 팀을 텔레비전을 통해 응원하는 장면은 낯설지가 않게 되었다.
또 한 가지 과거에 인기 있었던 스포츠로 연날리기가 있었다. 그 밖에 킥복싱, 칼싸움, 닭싸움 등의 오락이 있다.
무어이 타이(무에타이, 태국식 권투)는 태국의 국가적인 스포츠이다. 태국 사람들은 그냥 "무어이"라고 부르는 격투기이다. 과거에, 무어이는 궁정 병사들이 전장에서 무장 해제되었을 때를 대비하기 위해서 배웠다. 병사들이 제대한 뒤 그들 상당수는 불교 승려가 되었고 사찰에 머물렀다. 태국 사람들의 삶은 불교, 사찰과 가깝게 관련되어 있는데 태국 사람들은 자녀들을 사찰에 보내 승려 교육을 시키기도 한다. 무어이는 사찰의 교과목 중 하나이다..
무어이 타이는 1990년대에 세계적인 인기를 끌었다. 동남아시아의 다른 나라에도 이와 비슷한 격투기가 있지만 무어이 타이는 팔꿈치를 포함한 때리기 공격, 던지기 공격, 무릎 공격을 허용하는 규칙을 받아들였다는 것을 아는 사람은 드물다.

## 같이 보기
- 태국의 민족(영어판)
  - 아카족
- 태국의 종교
  - 태국의 불교
  - 태국의 이슬람교(en:Islam in Thailand)
- 태국어